# 2009 en Somalie
Chronologie de l'Afrique
2007 en Somalie - 2008 en Somalie - 2009 en Somalie - 2010 en Somalie - 2011 en Somalie
2007 par pays en Afrique - 2008 par pays en Afrique - 2009 par pays en Afrique - 2010 par pays en Afrique - 2006 par pays en Afrique

Cet article présente les faits marquants de l'année 2009 en Somalie.

## Chronologie

### Janvier 2009
- Jeudi 1er janvier 2009 :
  - Le journaliste, Hassan Mayow Hassan, travaillant pour une importante radio privée de Somalie, Shabelle, est assassiné par balles près de son domicile à Afgoye, une localité à 30 km à l'ouest de Mogadiscio. Selon des témoins il aurait été tué par des membres des forces de sécurité[1].
  - 9 civils sont tués par un tir de mortier.

- Vendredi 2 janvier 2009 :

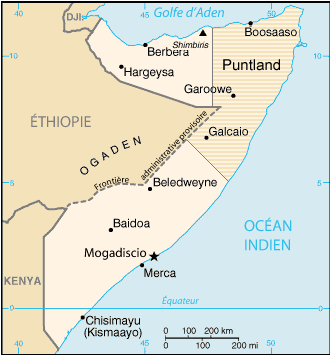

  - Nouvelles violences dans la capitale Mogadiscio causant la mort de 2 soldats éthiopiens et 7 civils somaliens. Un groupe de soldats éthiopiens auraient été touchés par une explosion alors qu'ils inspectaient la zone du carrefour stratégique de K4 au sud de la ville à la recherche d'engins explosifs. Ils auraient alors ouvert le feu dans la rue en représailles tuant sept civils dont une femme[2].
  - L'armée éthiopienne commence ses opérations de retrait de la Somalie ce qui devrait prendre plusieurs jours. Elle était présente depuis fin 2006 lorsqu'elle était intervenue officiellement pour soutenir le gouvernement de transition, et avait mis en déroute, début 2007, les milices des Tribunaux islamiques, maîtres pendant quelques mois de l'essentiel du centre et du sud du pays. Le retrait éthiopien fait planer de sérieuses inquiétudes sur la sécurité dans ce pays en guerre civile depuis 1991. La force de l'Union africaine, l'Amisom, déployée depuis mars 2007 et dont le mandat qui expirait fin décembre a été prolongé de deux mois, va se retrouver seule sur le terrain face à des Shebab (l'aile militaire des Tribunaux islamiques) de plus en plus puissants. Mal équipée et sous-financée, l'Amisom est forte de seulement 3 400 soldats burundais et ougandais, alors que son mandat initial prévoyait un contingent total de 8 000 hommes[3].

- Dimanche 4 janvier 2009,  Pount : Libération des deux journalistes étrangers — un rédacteur britannique et un photographe espagnol — enlevés le 26 novembre dans la province autoproclamée autonome du Puntland (nord).

- Mercredi 7 janvier 2009 : les deux volontaires de Médecins du monde, la Japonaise Keiko Akahane (32 ans) et le Néerlandais Wilhem Sools (27 ans) sont libérés après trois mois et demi de captivité. Ils avaient été enlevés en Éthiopie dans la province de l'Ogaden le 22 septembre 2008 par des hommes armés près de la frontière avec la Somalie, et détenus depuis dans la province centrale[4].

- Mardi 13 janvier 2009 : dans le cadre de son retrait, l'armée éthiopienne a abandonné deux de ses principales positions dans le nord de la capitale Mogadiscio : le camp militaire d'Heylebarise et l'ancienne usine de fabrication de pâtes.

- Mercredi 14 janvier 2009 : de violents combats ont opposé à Mogadiscio les troupes éthiopiennes aux insurgés islamistes causant la mort d'au moins 14 civils.

- Vendredi 16 janvier 2009 :
  - Les Nations unies votent une résolution leur permettant d'apporter un « soutien logistique » à la force de paix de l'Union africaine déployée en Somalie. Ce paquet constitue un soutien logistique global financé par l'ONU pour l'AMISOM allant jusqu'à « la fourniture de moyens lourds (avions, hélicoptères) en passant par la fourniture de carburant, de nourriture, d'équipement ».
  - Libération d'un journaliste et de deux chauffeurs somaliens enlevés le 23 août 2008 près de Mogadiscio avec une journaliste canadienne et un photographe australien, ont été libérés par leurs ravisseurs cette nuit a annoncé à l'AFP le journaliste. Les deux journalistes étrangers sont toujours gardés en otages.

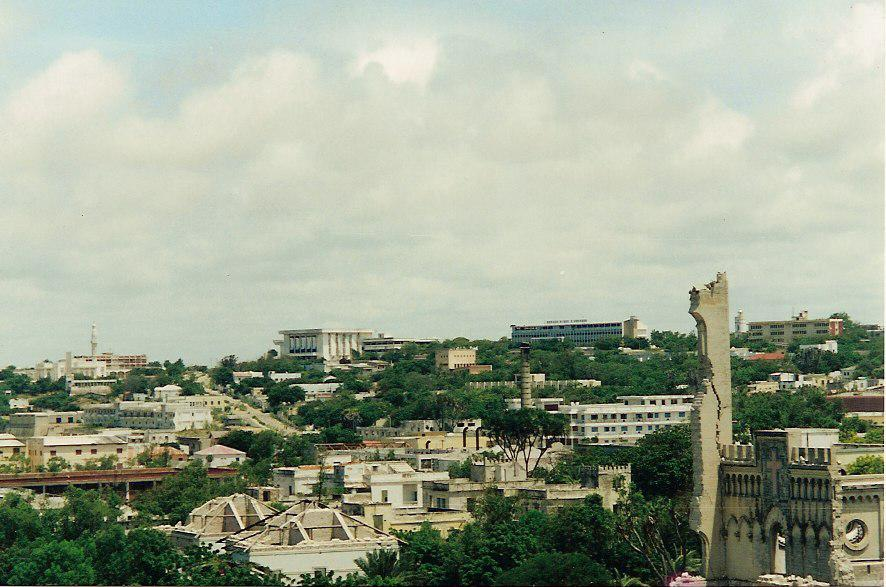
Mogadiscio
(1994)

- Samedi 17 janvier 2009 : les trois mille soldats des troupes éthiopiennes ont terminé leur retrait de Mogadiscio laissant vacant le pouvoir aux mains du nouveau premier ministre Hassan Hussein soutenu par l'Alliance pour la relibération de la Somalie, dont le leader, Sharif Ahmed, avait déjà dirigé les Tribunaux islamiques deux ans plus tôt[5]. La coalition entre les groupes les moins extrémistes rescapés du TFG va tenter de s'imposer dans le sud du pays, en compétition avec les groupes radicaux chabab qui désormais vont s'appliquer en priorité à pousser au départ la force de l'Union africaine en Somalie, l'AMISOM en attaquant leurs bases; selon leur porte-parole : « Vous aviez pris l'habitude de voir les bases éthiopiennes attaquées quotidiennement. À partir de maintenant, vous entendrez que ce sont les bases de l'Union africaine qui ont été attaquées ». Composée actuellement de 3 400 hommes, alors que les troupes éthiopiennes disposaient 15 000 soldats, l'AMISOM s'est toujours limitée à assurer surtout la survie de ses troupes, confinées dans une petite zone entre le port et l'aéroport de Mogadiscio.

- Mardi 20 janvier 2009 : au moins 12 personnes ont été tuées et 18 autres ont été blessées dans la soirée à Mogadiscio lors de différents affrontements opposant des insurgés islamistes aux forces gouvernementales en particulier dans le quartier de Madina. Les insurgés ont réussi à prendre le contrôle d'un barrage.

- Mercredi 21 janvier 2009 :
  - Le Yémen, séparé de la Somalie par le golfe d'Aden, accorde l'asile politique à l'ancien président somalien Abdullahi Yusuf Ahmed, qui a démissionné en décembre au terme d'une crise politique majeure. L'ancien chef d'État disposera désormais d'un domicile permanent au Yémen.

- Jeudi 22 janvier 2009 : alors que le taux de malnutrition s'élève dans le pays est à 18,6 %, au-delà du seuil de 15 % synonyme de situation critique, le directeur du Programme alimentaire mondial pour la Somalie, Peter Goossens, menace de suspendre les distributions de nourriture dans certaines zones du pays si les autorités et groupes armés somaliens ne garantissent pas la sécurité de son personnel. En un an 4 employés de l'organisation ont été assassinés.

- Samedi 24 janvier 2009 : au moins 14 civils trouvent la mort à Mogadiscio dans l'explosion d'une voiture piégée qui visait un barrage de la Force africaine de paix en Somalie (Amisom) mais qui a foncé sur un autobus de passagers.

- Dimanche 25 janvier 2009 : l'armée éthiopienne a achevé son retrait total de la Somalie après deux années de présence aux côtés du gouvernement somalien pour lutter contre l'insurrection islamiste. L'armée éthiopienne était intervenue officiellement fin 2006 pour soutenir le gouvernement somalien, et a mis en déroute début 2007 les forces des tribunaux islamiques qui avaient contrôlé pendant quelques mois l'essentiel du centre et du sud de la Somalie. L'Éthiopie, en majorité orthodoxe, avait justifié cette intervention en arguant que les tribunaux islamiques menaçaient sa sécurité.

- Lundi 26 janvier 2009 : les miliciens islamistes — les shebabs, aile militaire des Tribunaux islamiques — qui contrôlent la majeure partie de la Somalie s'emparent de toute la ville de Baidoa (sud), siège du Parlement de transition somalien. Parallèlement, le pouvoir central tente, depuis Djibouti, de trouver une solution politique au conflit, notamment en élargissant la représentation du Parlement aux islamistes modérés.

- Mardi 27 janvier 2009 : au moins 18 civils somaliens ont été tués à Mogadiscio quand des soldats de la mission de paix de l'Union africaine ont ouvert le feu après l'explosion d'un engin explosif au passage de leur convoi.

- Samedi 31 janvier 2009 : le Parlement de transition, réuni à Djibouti en raison des violences persistantes et de l'insécurité généralisée en Somalie, a élu président de la République, cheikh Sharif Cheikh Ahmed, chef de l'Alliance pour la relibération de la Somalie (ARS) — islamistes modérés somaliens —, après le départ du président Abdullahi Yusuf Ahmed, poussé à la démission fin décembre 2008. L'autre candidat sérieux était le Premier ministre sortant, Nur Hassan Hussein. Lundi, les Shebab, insurgés islamistes opposés aux institutions de transition, ont pris la ville de Baïdoa (250 km au nord-ouest de Mogadiscio), siège du Parlement de transition.

### Février 2009
- Dimanche 22 février 2009 :
  -  Pount : Un employé pakistanais d'une compagnie minière est enlevé par des hommes armées dans le Puntland.
  - Un attentat suicide à la voiture contre le camp des soldats burundais de la Mission de l'Union africaine en Somalie à l'ancienne université, cause la mort de 11 soldats et en blesse 15 autres. Cette attaque, la plus meurtrière commise contre l'Amisom, porte à 20 le nombre de soldats de l'Union africaine tués en Somalie depuis son déploiement en mars 2007.

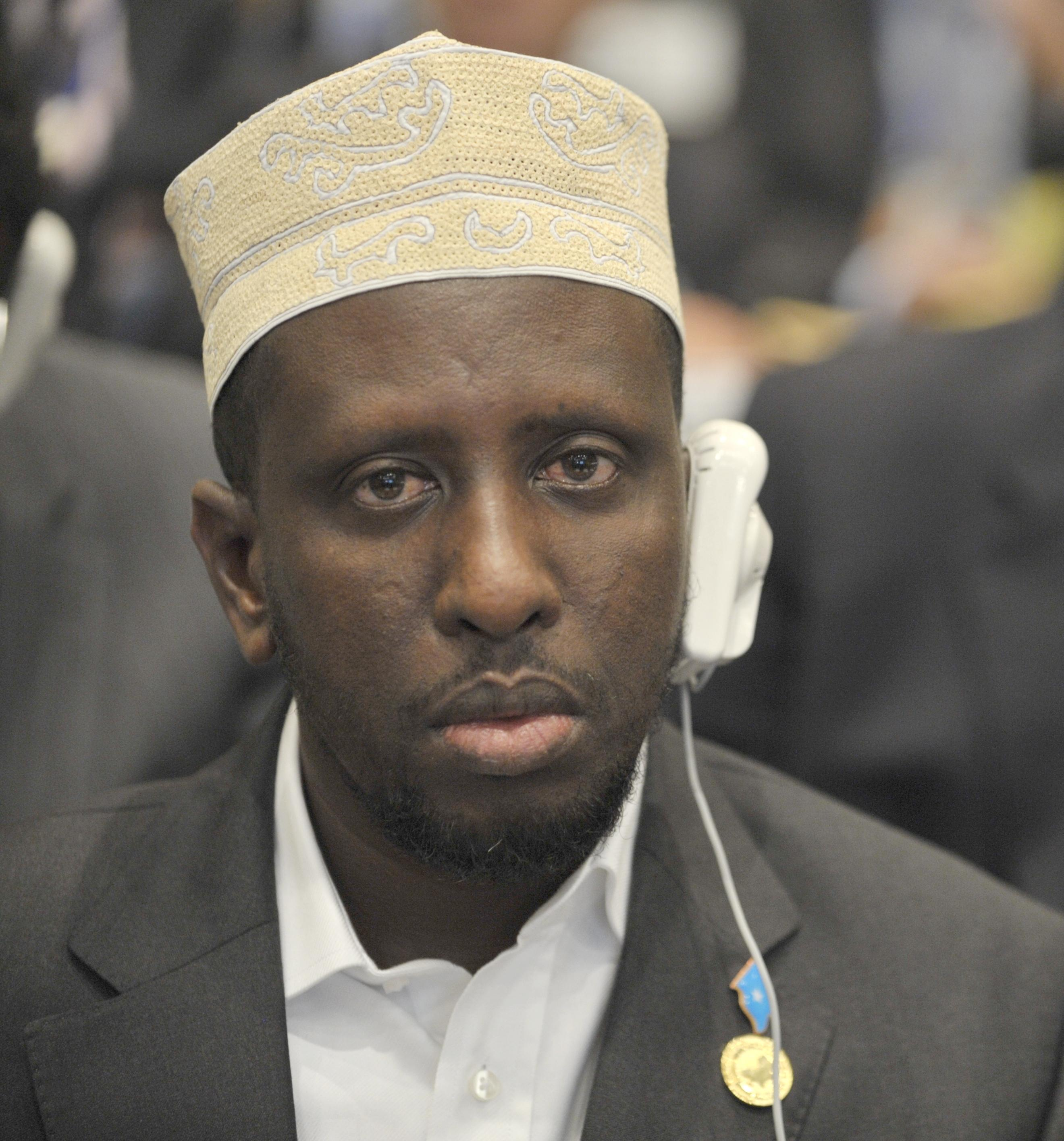
Sharif Sheikh Ahmed
(janvier 2010)

- Mardi 24 février 2009 : Au lendemain de l'arrivée du nouveau président élu Sharif Cheikh Ahmed, des miliciens du parti islamique Hizbul Islam, lourdement armés ont attaqué les forces pro-gouvernementales dans le district de Taleh, dans le sud de la capitale somalienne, entraînant de violents combats. Faisant au moins 23 morts, dont 18 civils, et 90 blessés. Hizb al-Islamiya est alliée au Cheikh Hassan Dahir Aweys, un chef islamiste somalien réfugié en Érythrée et recherché pour ses liens avec Al-Qaïda[6].

- Samedi 28 février 2009 : le nouveau président Sharif Cheikh Ahmed annonce à la presse avoir « accepté » le principe d'un cessez-le-feu avec les insurgés islamistes et l'application de la loi islamique dans le pays, défendue par une médiation de responsables musulmans.

### Mars 2009
- Mercredi 4 mars 2009,  Pount : des combats entre milices de clans rivaux, dans le district d'Ufeynau cause la mort d'au moins 7 personnes, en majorité des combattants, et 11 blessées. Les affrontements ont éclaté à propos d'une ancienne querelle concernant l'accès à la terre.

- Mercredi 11 mars 2009 : un attentat à la bombe dissimulée cause la mort de Ubeyd Ali Fidow et de deux autres personnes. Il fut l'ancien chef de la sécurité de deux anciens premiers ministres somaliens Ali Mohamed Gedi et Nur Hassan Hussein. Le véhicule tout-terrain à bord duquel les trois hommes avaient pris place a été entièrement détruit dans l'explosion.

- Samedi 14 mars 2009 : des combats éclatent dans la soirée, lorsque des groupes d'islamistes modérés, lourdement armés, ont attaqué et pris le village de Wabho (région de Galgadud), à environ 500 km au nord-ouest de Mogadiscio, jusque là tenu par les Shebab islamistes.

- Dimanche 15 mars 2009 : au moins 13 personnes, essentiellement des combattants, ont été tuées lors des affrontements qui se déroulent depuis la veille entre islamistes modérés et Shebab dans la région de Galgadud.

- Lundi 16 mars 2009 : quatre employés de l'ONU — trois expatriés et un Somalien — travaillant pour le Programme alimentaire mondial et le Programme des Nations unies pour le développement (PNUD), sont enlevés tôt le matin par des hommes armés à Wajid et libérés dans la journée à la suite de négociations menées par des chefs coutumiers et des responsables du mouvement des Shebab. (miliciens islamistes somaliens). Ces efforts ont finalement payé et les otages sont libres" a indiqué le responsable.

- Jeudi 19 mars 2009 : le chef d'Al-Qaida, Oussama ben Laden, dans un message adressé aux « champions de Somalie », appelle les radicaux islamistes en Somalie à renverser et à combattre le nouveau président Sharif Cheikh Ahmed, ancien dirigeant des Tribunaux islamiques somaliens : « Il est comme les présidents qui sont à la solde de nos ennemis ».

- Mercredi 25 mars 2009 :
  - Quatre policiers sont tués par balles et un cinquième blessé à Mogadiscio lorsque des assaillants circulant à bord de deux véhicules ont ouvert le feu sur eux.
  - Cinq fonctionnaires kényans sont enlevés en Somalie par des hommes armés dans la localité frontalière de Bulohawo (sud de la Somalie) alors qu'ils avaient traversé la frontière depuis la localité kényane de Mandera pour faire des achats. Les ravisseurs réclament une rançon. Cette région est contrôlée par le groupe islamiste radical des Shebab et ses alliés. Le groupe a récemment mis en garde le Kenya de s'abstenir de toute ingérence dans les affaires somaliennes sous peine de représailles. Le Kenya a exprimé plusieurs fois sa préoccupation que les islamistes contrôlent le port de Kismayo (sud de la Somalie) ce qui entraînerait des répercussions négatives sur la sécurité aux frontières.

- Jeudi 26 mars 2009 : Le ministre de l'Intérieur, Abdukadir Ali Omar, est blessé dans le quartier de Bakara à Mogadiscio dans un attentat à la bombe visant sa voiture. Deux passants et un de ses gardes du corps ont été tués.

- Samedi 28 mars 2009 : Les cinq fonctionnaires kényans enlevés mercredi ont été libérés contre rançon.

### Avril 2009
- Jeudi 9 avril 2009 : Les Shebab ordonnent à Radio Mandeq, la dernière radio indépendante émettant depuis Bulohawo — une zone de l'extrême sud du pays contrôlée désormais par les Shebabs — d'arrêter sa diffusion, a indiqué son directeur, Hassan Mohamoud Halane : On ne nous a donné aucune raison justifiant la fermeture. Ils nous ont simplement dit par téléphone d'arrêter la diffusion et d'aller au poste de police pour une explication en ordonnant de produire une copie des programmes diffusés par la radio.

- Lundi 13 avril 2009 :
  - Des tirs de mortiers près de l'aéroport de Mogadiscio ont visé l'avion transportant un parlementaire américain, Donald Payne, membre du comité des Affaires étrangères de la Chambre des représentants, alors qu'il s'apprêtait à quitter la capitale somalienne. Il était arrivé le jour même pour s'entretenir avec le Premier ministre puis avec le président de la Somalie, au sujet de la piraterie sévissant au large de la Somalie et « sur les moyens pour la communauté internationale d'aider le gouvernement de transition somalien ».
  - Les Shebab revendiquent l'attaque au mortier contre l'avion du parlementaire américain. Selon le cheikh Hussein Ali Fidow : « Nous avons mené cette attaque contre l'ennemi d'Allah qui était arrivé pour répandre la démocratie en Somalie […] Ce gouvernement accueille favorablement l'Amérique, qui est notre principal ennemi, et nous ne cesserons jamais de les attaquer ».

- Mardi 14 avril 2009 : Selon le Haut commissariat des Nations unies pour les réfugiés (HCR), quelque 60 000 déplacés sont retournés depuis le début de l'année à Mogadiscio malgré le climat de violence qui règne dans la capitale. Les réfugiés espèrent trouver à Mogadiscio des conditions de vie meilleures que dans les campements provisoires installés dans la campagne environnante, mais le HCR n'encourage pas les déplacés à rentrer, car la situation dans la capitale n'est toujours pas sécurisée et les services de première nécessité ne sont pas assurés. Des centaines de milliers de personnes vivent dans des campements qui s'étalent sur 30 kilomètres le long de la route à l'ouest de Mogadiscio. Les conditions de vie y sont épouvantables, ils manquent de tentes, de sanitaires et de nourriture, l'insécurité empêche souvent les organisations humanitaires d'approvisionner ces campements en nourriture et en biens de première nécessité[7].

- Mercredi 15 avril 2009 : Le député Abdullahi Issa Adow est abattu à Mogadiscio par 3 hommes armés.

- Samedi 18 avril 2009 : Le Parlement de transition somalien, réuni à Mogadiscio, approuve à l'unanimité le projet de loi du gouvernement instaurant la loi coranique (charia) dans le pays, en guerre civile depuis 1991, a déclaré le vice-président du Parlement, Osman Elmi Boqore.

- Dimanche 19 avril 2009 : Deux médecins, un belge et un néerlandais, membres de Médecins sans frontières, ont été enlevés dans la région de Hodur, près de la frontière éthiopienne à 250 km au nord-ouest de Mogadiscio par des hommes en armes alors qu'ils revenaient d'une mission sur le terrain.

- Jeudi 23 avril 2009 :
  - Ouverture à Bruxelles de la Conférence internationale des donateurs pour rétablir la sécurité en Somalie.
    - La Commission européenne promet « au moins 60 millions d'euros pour soutenir les institutions sécuritaires en Somalie et la mission de l'Union africaine en Somalie (Amisom) », soit près de la moitié de l'aide de 166 million de dollars espérée par l'ONU. La Commission européenne a prévu une aide au développement de 215,4 millions d'euros pour la Somalie pour la période 2008-2013. Selon le commissaire au Développement Louis Michel : « Depuis près de vingt ans, la Somalie ne bénéficie pas de l'État de droit mais est régie par la loi de la jungle. Maintenant, pour la première fois, la Somalie a un gouvernement crédible et la communauté internationale doit le soutenir ». Selon José Manuel Barroso : « Les actes récents de piraterie ont réveillé la communauté internationale, mais il serait faux de limiter la réponse à une intervention militaire […] C'est simplement un nouveau symptôme d'un profond délabrement de l'État pendant 17 ans »[8].
    - L'ensemble des participants à la conférence se sont engagés à débloquer 250 millions de dollars (191 millions d'euros) pour aider à stabiliser le pays et lutter contre la piraterie maritime, alors que 166 millions étaient espérés.

  - Un bateau de 117 migrants illégaux en provenance de la côte somalienne près de Bossasso, a fait naufrage au large des côtes de la région d'Abyan (250 km à l'est d'Aden), le bateau qui a fait naufrage faisait la traversée avec une autre embarcation qui transportait environ 105 personnes. Au total 165 personnes, ont été recueillis. Depuis le début de l'année, 387 embarcations et 19 622 personnes sont arrivées au Yémen après la périlleuse traversée du Golfe d'Aden en provenance de la Corne de l'Afrique pour fuir la violence et la famine, principalement en Somalie, causant la mort de 131 migrants clandestins auxquels s'ajoutent au moins 66 autres portés disparus.

- Mardi 28 avril 2009 : Les deux médecins, belge et néerlandais, de Médecins sans frontières (MSF), enlevés le 19 avril sont libérés grâce à l'entremise du chef coutumier, Hassan Mohamed, ayant participé aux négociations pour leur libération.

### Mai 2009
- Mardi 5 mai 2009 : un soldat burundais de la force de paix de l'Union africaine en Somalie (AMISOM) a été « assassiné ».

- Jeudi 7 mai 2009 : de violents affrontements à Mogadiscio entre forces militaires et les shebabs islamistes ont fait au moins 4 morts dont trois civils et au moins 55 blessés civils.

- Samedi 9 mai 2009 : de violents affrontements ont lieu dans le district de Yaqshid (nord de Mogadiscio) entre les forces islamistes soutenant le gouvernement et une milice islamiste radicale du groupe Hizbul Islam, faisant au moins 7 morts civils victimes des combats et en blessant dix autres. Dans un autre quartier un obus a touché un café faisant 2 morts et 7 blessés.

- Dimanche 10 mai 2009 : un obus de mortier tiré contre une mosquée de Mogadiscio tue au moins 14 personnes et en blessent au moins une dizaine d'autres.

- Mardi 12 mai 2009 :
  - Selon l'ONG Elman Human Rights Organization, une organisation de défense des droits de l'Homme, au moins 113 civils ont été tués au cours des affrontements dans Mogadiscio depuis samedi et environ 345 autres civils ont été blessés dans ces violences. 10 000 civils auraient fui leurs maisons dans la seule journée d'aujourd'hui.
  - Les combats s'étendent à localité de Mahas, située à 300 km au nord de Mogadiscio, alors que les forces pro-gouvernementales ont attaqué des positions des Shebab islamistes. Selon le chef coutumier, Abdi Ali Shegow : « Quatre civils et quatre combattants sont morts dans les affrontements ».

- Mercredi 13 mai 2009 :
  - Les affrontements de la journée à Mogadiscio auraient faits 13 morts.
  - L'envoyé spécial de l'ONU pour la Somalie, Ahmedou Ould-Abdallah, accuse l'un des principaux responsables des islamistes radicaux somaliens, cheikh Hassan Dahir Aweys, d'avoir mené « une tentative de coup d'État » à Mogadiscio ces derniers jours : « Les attaques de ces derniers jours […] à Mogadiscio, c'est une tentative de prise de pouvoir par la force, une tentative de coup d'État […] Aweys est venu pour prendre le pouvoir et renverser un régime légitime, qui a repoussé cette tentative de coup […] Les shebab sont une alliance hétéroclite qui a montré son vrai visage : il ne s'agit pas pour eux d'un combat politique ou religieux, mais d'une bataille économique pour préserver leurs intérêts dans des affaires plus ou moins douteuses […] S'ils étaient aussi puissants qu'ils l'affirment […], pourquoi n'ont-ils pas pris la capitale […] Il s'agit juste d'une rébellion qui combat un gouvernement légitime, certes faible, mais qui a le pouvoir et doit être soutenu et renforcé »[9].
  - Le commissaire à la paix et la sécurité de l'UA, Ramtane Lamamra, juge que « l'attaque des Shebab a été repoussée » et que la situation est « sous contrôle », mais révélant que « Les insurgés avec une aide extérieure ont pour la première fois réussi à déployer du matériel lourd », il a également annoncé un prochain renforcement de la force de paix de l'UA en Somalie (Amisom) avec des troupes du Burundi et du Sierra-Leon. Ces renforts porteront à 5 800 les effectifs de l'Amisom, déployée à Mogadiscio depuis mars 2007. Depuis cette date l'Amisom a déploré 43 morts et plus d'une centaine de blessés, selon l'UA.

- Jeudi 14 mai 2009 : Cheikh Hassan Dahir Aweys, à la tête de l'offensive des derniers jours à Mogadiscio, pour chasser du pouvoir le président Sharif Cheikh Ahmed, l'exhorte à démissionner : « J'appelle Cheikh Sharif Sheikh Ahmed à abandonner son poste autoproclamé de président afin d'épargner les vies des Somaliens […] Nous n'avons pour ainsi dire pas de vrai gouvernement somalien, mais des marionnettes étrangères qui se proclament responsables de la Somalie […] Aucun pays dans le monde n'acceptera un gouvernement imposé de l'extérieur. Les Somaliens sont tout aussi libres de le rejeter ».

- Dimanche 17 mai 2009 :
  - Les Shebab, islamistes radicaux, ont lancé une offensive sans précédent contre les forces pro-gouvernementales. Des armes lourdes — tirs de mortiers et d'artillerie lourde — ont été utilisées dans les combats par les deux camps. Le quartier général de la police a été visé par les insurgés alors que les forces pro-gouvernementales ont bombardé le quartier de Bakara au sud de la capitale.
  - Les Shebab ont pris après de violents combats, la ville stratégique de Jowhar, située entre Mogadiscio et le centre du pays, faisant environ 70 morts depuis vendredi.

- Mardi 19 mai 2009 : des troupes éthiopiennes lourdement armées et accompagnées de véhicules blindés sont entrées dans une zone frontalière ouest pour établir des barrages routiers à proximité de la ville de Beledweyne.

- Mercredi 20 mai 2009 :
  - Selon le Haut commissariat de l'ONU pour les réfugiés (HCR), environ 43 000 personnes ont fui ces douze derniers jours les combats qui font rage à Mogadiscio pour se réfugier à l'extérieur de la capitale ou dans les pays voisins : « Un nombre important de réfugiés se dirige vers le couloir de Afgooye, au sud-ouest de Mogadiscio, et viennent accroître le nombre de personnes installées dans des camps de fortune » accueillant déjà quelque 400 000 personnes à une trentaine de kilomètres de la capitale. D'autres réfugiés ont trouvé refuge dans les localités « relativement sûres » de Dharkeynley et Deyninle. Au Kenya, 272 800 personnes ont rejoint le camp de Dadaab, dans le nord-est du pays, d'autres réfugiés ont rejoint le Yémen[10].
  - Réuni à Addis-Abeba, l'Autorité intergouvernementale pour le développement (Igad), regroupant six pays d'Afrique de l'Est, appelle le Conseil de sécurité de l'ONU à installer un blocus maritime et aérien de la Somalie.

- Jeudi 21 mai 2009 : au moins trois personnes dont un journaliste somalien sont mortes et au moins 9 autres ont été blessés lors des affrontements à Mogadiscio entre les forces gouvernementales et les rebelles islamistes. Selon le porte-parole de l'armée : Il s'agit d'une importante offensive […] Le gouvernement veut se débarrasser [des insurgés islamistes] et les combats continueront jusqu'à ce qu'ils y parviennent. Les forces gouvernementales ont repris le contrôle de Tarbunka, Bakara et Howlwadag, trois quartiers que contrôlaient les shebab.

- Vendredi 22 mai 2009 :
  - Le Conseil de paix et de sécurité de l'Union africaine demande au Conseil de sécurité de l'ONU de prendre des « mesures immédiates » pour sanctionner l'Érythrée à cause de son soutien aux insurgés islamistes somaliens.
  - Les forces gouvernementales lancent une importante contre-offensive contre les positions des insurgés islamistes dans la capitale.

- Samedi 23 mai 2009 :
  - De nouveaux affrontements ont fait 53 morts et 178 blessés à Mogadiscio.
  - Le croiseur américain, « USS Lake Champlain », a porté secours dans le golfe d'Aden à 52 immigrants somaliens à bord d'un bateau à la dérive depuis sept jours. L'embarcation avait été repérée par un hélicoptère, lors d'un survol de routine dans le cadre des opérations contre les pirates. 17 personnes ont été transférées à bord et reçu des soins médicaux, certains souffrant de déshydratation. Les autres ont reçu des vivres et de l'eau avant d'être également embarquées.

- Dimanche 24 mai 2009 :
  - De nouveaux affrontements ont fait trois morts et plus d'une trentaine de blessés à Mogadiscio.
  - Selon le Haut Commissariat aux réfugiés, quelque 57 000 personnes ont fui la capitale à cause des combats depuis le 7 mai, début de l'offensive sans précédent, menée par la milice Hizbul Islam du chef islamiste radical cheikh Hassan Dahir Aweys, et les islamistes radicaux des Shebab, pour renverser le président Sharif Cheikh Ahmed. Au total, ces combats auraient fait au moins 150 morts, essentiellement des civils, dans la ville.

- Lundi 25 mai 2009 :
  - Selon le ministère des Affaires humanitaires, les combats menés dans la capitale depuis le début de l'offensive du 7 mai, ont fait au moins 208 morts, en grande majorité des civils, et 700 blessées.
  - Les deux journalistes indépendants, la journaliste canadienne Amanda Lindhout et le photographe australien Nigel Brennan, enlevés le 23 août par des inconnus armés sur la route reliant Mogadiscio à Afgoye, 25 km plus à l'ouest, où ils avaient l'intention de visiter des camps de déplacés, ont lancé, lors d'un entretien téléphonique de 5 minutes, un appel de détresse, décrivant des conditions de captivité extrêmement éprouvantes et appelant leurs gouvernements à aider au versement d'une rançon[11].

- Mardi 26 mai 2009 : sept civils sont tués lors d'une attaque au mortier visant apparemment la présidence, sans l'atteindre.

- Mercredi 27 mai 2009 : le président Sharif Cheikh Ahmed accuse l'Érythrée d'armer et de financer les insurgés islamistes qui ont lancé le 7 mai une vaste offensive dans le but, revendiqué, de le renverser : « Nous savons de manière certaine que la majorité des armes aux mains des insurgés viennent d'Érythrée. Nous savons que des officiers érythréens viennent ici et apportent de l'argent en liquide. L'Érythrée est très impliquée ici […] Le but de l'Érythrée est de maintenir l'Afrique de l'Est dans la tourmente. À partir du moment où il y a une guerre et des tensions entre l'Éthiopie et l'Érythrée, l'Érythrée a besoin d'un endroit où les groupes d'opposition éthiopiens peuvent être entraînés. Ils visent la destruction de l'Éthiopie et ils veulent la déstabiliser à partir de la Somalie »[12].

### Juin 2009
- Lundi 1er juin 2009 : les forces armées gouvernementales, ont attaqué les positions contrôlées par les insurgés islamistes dans le quartier de Dharkinley (sud-ouest de Mogadiscio). Les violents combats — aux mitrailleuses lourdes et aux tirs mortier — ont entraîné la fuite de plusieurs centaines d'habitants dont beaucoup avaient déjà fui d'autres quartiers. D'autres combats sporadiques ont eu lieu dans le quartier de Yaqshid (nord de Mogadiscio)[13].

- Mercredi 3 juin 2009 : au cours des dernières 24 heures, au moins 12 personnes, dont cinq civils, ont été tuées et au moins 73 autres personnes ont été blessées dans de violents combats dans le quartier de Jamhuriya (Mogadiscio) entre les forces gouvernementales et les insurgés islamistes.

- Vendredi 5 juin 2009 :
  - Au moins 36 personnes ont été tuées et au moins 60 autres personnes ont été blessées dans de violents combats pour le contrôle du village de Wabho (centre), situé près de la frontière éthiopienne, entre des miliciens pro-gouvernementaux et des insurgés islamistes.
  - Au moins 64 personnes ont été tuées dans de violents affrontements dans le secteur de Guriel (centre, 400 km au nord de Mogadiscio) entre des miliciens pro-gouvernementaux du mouvement religieux Ahlu Sunna wal Jamaa, et des insurgés islamistes radicaux du shebab et leurs alliés du Hizbul Islam.

- Dimanche 7 juin 2009 : le directeur de l'antenne privée, Radio Shabelle, Mokhtar Mohamed Hirabe (45 ans), est tué par balles à Mogadiscio, alors qu'il marchait dans la rue dans le quartier de Bakara où se trouve le grand marché central, contrôlé par les milices islamistes extrémistes des shebab, puis « les assaillants se sont rapprochés et lui ont encore tiré dans la tête ». Il est le troisième journaliste de Radio Shabelle visé par une attaque depuis le début 2009 et le deuxième directeur de radio assassiné sur le marché de Bakara[14].

- Mardi 16 juin 2009 : des combattants islamistes radicaux Shebab ont attaqué dans la matinée une position gouvernementale, Galgalato, dans la banlieue nord de la capitale Mogadiscio. Au moins six gardes somaliens sont tuées dans l'affrontement. Les shebab affirment qu'ils contrôlaient désormais cette zone stratégique à la sortie nord de la capitale[15].

- Mercredi 17 juin 2009 : de nouveaux affrontements ont lieu dans le district de Hodan (sud de la capitale) entre les forces gouvernementales et les insurgés islamistes shebab, causant la mort du commandant de la police de la région de Mogadiscio, de trois policiers et de quatre autres personnes. Il y a aussi eu neuf blessés civils. Depuis début mai, ces combats ont fait au moins 250 morts (civils et combattants)[16].

- Jeudi 18 juin 2009 : le ministre de la Sécurité intérieure, Omar Hashi Aden, et 19 autres personnes trouvent la mort dans un attentat suicide perpétré contre leur hôtel dans la ville de Beledweyne (nord de Mogadiscio) et revendiqué par les shebab. Un moudjahid est entré avec son véhicule chargé d'explosifs dans le bâtiment où le groupe se rencontrait[17].

- Vendredi 19 juin 2009 : un député est tué par balles à Mogadiscio par un groupe d'hommes armés. Il s'agit du troisième haut responsable somalien tué en trois jours en Somalie, pour cause d'apostasie selon les extrémistes islamistes.

- Samedi 20 juin 2009 :
  - Des milliers d'habitants de Mogadiscio ont fui la capitale somalienne où les Shebab ont intensifié leur offensive contre le gouvernement du président Cheikh Sharif Ahmed, principalement vers la localité d'Afgoye, où environ 400 000 déplacés s'entassent déjà dans des conditions effroyables.
  - Des tirs sporadiques ont été entendus dans le district de Karan (nord), l'un des derniers bastions contrôlés par les forces pro-gouvernementales dans le nord et où des affrontements ont eu lieu vendredi.
  - Le président du Parlement exhorte les pays voisins — Kenya, Éthiopie, Djibouti, Yémen — à « déployer des troupes en Somalie dans les prochaines 24 heures », affirmant que le pouvoir du gouvernement avait été « affaibli » par les attaques des islamistes radicaux. En réponse, le ministre de la Communication éthiopien, Bereket Simon, déclare que l'Éthiopie n'interviendra pas en Somalie aux côtés du gouvernement de transition, tant qu'une décision n'aura pas été prise par la communauté internationale.

- Dimanche 21 juin 2009 : l'Organisation de la conférence islamique, dont la Somalie est membre, condamne « les actions des insurgés, des actes terroristes contraires aux valeurs de paix et de réconciliation préconisées par l'islam » et appelle à une action immédiate de la communauté internationale en Somalie. De son côté, le président de la Commission de l'Union africaine, Jean Ping, estime que le gouvernement somalien avait « le droit » de demander un soutien militaire international face à « l'agression » des insurgés.

- Lundi 22 juin 2009 :
  - Le président Cheikh Sharif Ahmed décrète l'état d'urgence face à l'intensification des attaques des insurgés islamistes, qui mettent en péril un gouvernement ne contrôlant qu'une petite partie du pays et qui a lancé ce week-end un appel à l'aide désespéré à ses voisins. Ce décret présidentiel doit encore être approuvé par le Parlement somalien pour entrer en vigueur[18]. Le gouvernement ne contrôle plus que quelques régions du centre de la Somalie et des quartiers stratégiques de la capitale — le palais présidentiel, le port, l'aéroport notamment — protégés par les soldats de la force de paix africaine (Amisom).
  - À l'issue d'une rencontre à Nairobi avec son homologue somalien Omar Abdirashid Sharmarke, le premier ministre kényan Raila Odinga se dit favorable à l'envoi de troupes étrangères en Somalie, mais sans se prononcer sur l'envoi de troupes kényanes.

- Jeudi 25 juin 2009 :
  - 4 voleurs reconnus coupables lundi, du vol de téléphones portables et de fusils d'assaut, par un tribunal islamique des Shebab au nord de Mogadiscio, ont été amputés de la main droite et de la jambe gauche devant environ 200 personnes. Il s'agit de la mise en application d'une forme très stricte de la charia. Amnesty International a appelé dans un communiqué les shebab à ne pas appliquer « ces châtiments cruels, inhumains et dégradants »[19].
  - Selon département d'État, les États-Unis ont fourni des armes et des munitions au gouvernement somalien pour combattre les insurgés[20].

- Dimanche 28 juin 2009 : un tribunal islamique à Wanlaweyn (90 km au sud de Mogadiscio) ont condamné à la lapidation un homme accusé de viol et de meurtre « d'une jeune fille de 18 ans en mai dernier ». Une dizaine d'insurgés Shebab procède à la lapidation devant plus de mille personnes[21].

### Juillet 2009
- Vendredi 3 juillet 2009 : le gouvernement somalien de transition a lancé une offensive pour déloger les Shebab (insurgés islamistes intégristes) de certaines positions récemment prises à Mogadiscio, notamment de le quartier de Karan (nord). Les violents combats ont causé la mort d'au moins 15 civils[22].

- Mardi 7 juillet 2009 :
  - Le Haut commissariat de l'ONU pour les réfugiés annonce que 204 000 habitants de Mogadiscio ont fui les intenses combats qui opposent depuis 8 semaines les forces gouvernementales somaliennes et les « milices Al-Shabab et Hisb-ul-Islam » : « L'escalade du conflit à Mogadiscio a un impact dévastateur sur la population de la capitale somalienne, causant d'énormes souffrances […] provoquant le plus grand exode de la capitale somalienne depuis l'intervention éthiopienne en 2007 […] Durant la seule semaine dernière, environ 105 personnes ont été tuées et 382 ont été blessées […] beaucoup d'habitants fuient leur maison pour la première fois depuis le début en 1991 de la guerre civile en Somalie ». Les déplacés en Somalie dépassent les 1,2 million de personnes[23].
  - Les Shebab ont décapité, près de Baidoa (250 km au nord-ouest de Mogadiscio), deux hommes accusés de soutenir le gouvernement du président Sharif Cheikh Ahmed combattu par les insurgés islamistes radicaux. Plusieurs autres seraient toujours en détention.

- Mercredi 8 juillet 2009 : des pirates somaliens ont capturé un cargo turc, l'« Horizon-1 », avec 23 personnes à bord, toutes de nationalité turque. Il se rendait d'Arabie saoudite vers la Jordanie avec une cargaison de 33 000 tonnes de sulfure d'hydrogène. Une frégate turque est déployée dans cette zone depuis l'an dernier dans le cadre de la force internationale qui pourchasse les pirates et trafiquants d'armes somaliens.

- Vendredi 10 juillet 2009 : la Haut commissaire de l'ONU pour les droits de l'homme, Navi Pillay, déclare que de graves violations des droits de l'homme sont commises en Somalie et « peuvent être considérées comme des crimes de guerre ».

- Dimanche 12 juillet 2009 : des combats, entre forces gouvernementales, soutenues par les soldats de la force de l'Union Africaine, l'Amisom, et les Shebab, dans le quartier d'Abdiasis (nord de Mogadiscio) ont éclaté à la suite d'une offensive des forces gouvernementales, appuyées par des chars de la force de l'UA, contre des positions tenues par les insurgés islamistes radicaux. Le premier bilan fait état de la mort de plusieurs islamistes, de 2 soldats et de 4 civils.

- Lundi 13 juillet 2009 : des pirates somaliens ont capturé, à environ 14 milles nautiques de Bosasso, le principal port de la région semi-autonome du Puntland (nord-est de la Somalie), une petite embarcation traditionnelle indienne, un dhow et pris en otages ses 11 membres d'équipage avant de s'en servir comme bateau-mère pour attaquer, en vain, un super-tanker, le « VLCC tanker A Elephant » dans le golfe d'Aden. La capture du dhow indien porte à 15 le nombre de bateaux détenus par des pirates somaliens et à plus le nombre de 200 marins retenus captifs. Selon Ecoterra International, une ONG environnementale qui suit de près la piraterie somalienne, 145 attaques menées par des pirates somaliens ont été enregistrées en 2009, dont 45 réussies[24].

- Mardi 14 juillet 2009 : à la suite de l'enlèvement de « deux agents du gouvernement français qui se sont fait passer pour des journalistes dans un hôtel de Mogadiscio », l'organisation Reporters sans frontières se dit « choquée » par l'attitude des deux « conseillers » des services de renseignement français déclarant : « Être journaliste n'est pas une couverture. C'est un métier. Nous sommes choqués par cette manière de faire. Ces deux conseillers, dont nous souhaitons bien sûr la libération rapide, étaient en mission officielle et n'avaient pas à recourir à ce procédé pour se couvrir. Leur attitude met les journalistes en danger dans une région où ils le sont déjà ». Ces deux « conseillers » des services de renseignements français étaient en mission à Mogadiscio, où ils apportaient une aide en matière de sécurité au gouvernement somalien, ils ont été enlevés par une dizaine de miliciens Shebab dans l'hôtel Sahafi, situé dans le sud de la capitale somalienne et où ils étaient enregistrés comme journalistes[25],[26].

- Samedi 18 juillet 2009 : les Shebab annoncent que les deux agents français enlevés mardi vont être « jugés bientôt selon la loi coranique » (charia).

- Lundi 20 juillet 2009 : les Shebab interdisent désormais à trois organismes des Nations unies — le Programme de l'ONU pour le développement (Pnud), le Bureau politique des Nations unies pour la Somalie (UNPOS) et le Département de la sécurité et de la sûreté des Nations unies (UNDSS) — de travailler en Somalie car considérées comme des « ennemis de l'Islam » : « Ces agences étrangères qui opèrent actuellement en Somalie seront complètement fermées et considérées comme des ennemis d'Allah et des musulmans »[27]. Quelques heures après cette déclaration, des miliciens Shebab ont investi les bureaux de trois organismes de l'ONU dans deux villes : le Programme de l'ONU pour le développement (PNUD), du Bureau politique des Nations unies pour la Somalie (UNPOS) et du Département de la sécurité et de la sûreté des Nations unies (UNDSS) dans les villes de Baidoa et de Wajid[28].

- Jeudi 23 juillet 2009 : dans la nuit, des combats entre Shebab et forces gouvernementale ont causé la mort d'au moins 15 civils et font 55 blessés. Des positions gouvernementales ont reçu des tirs de mortiers et les insurgés « utilisaient des civils comme boucliers humains »[29].

- Lundi 27 juillet 2009 : des affrontements dans le sud de Mogadiscio entre les forces gouvernementales et les insurgés islamistes, qui ont attaqué une réunion de quelque 300 parlementaires, causent la mort d'au moins sept civils et en blessent 18 autres. Des tirs d'obus de mortier ont été tirés par les rebelles sur des zones habitées[30].

### Août 2009
- Samedi 1er août 2009 : le Burundi annonce avoir envoyé un troisième bataillon de 850 soldats à Mogadiscio pour renforcer la force de paix de l'Union africaine en Somalie. L'Amisom compte désormais plus de 5 000 soldats burundais et ougandais. Le bataillon a été acheminé en secret en 4 nuits par avion. 17 soldats burundais de la force africaine ont été tués en Somalie depuis leur déploiement, dont 11 lors de l'attentat de février dernier[31].

- Jeudi 6 août 2009 :
  - La secrétaire d'État américaine, Hillary Clinton, en déplacement à Nairobi (Kenya), demande à l'Érythrée de cesser de soutenir les islamistes radicaux somaliens déterminés à renverser le président Sharif Cheikh Ahmed : « Il est plus que temps pour l'Érythrée de cesser et de renoncer à son soutien aux shebab et de commencer à devenir un voisin plus coopératif que déstabilisateur […] Nous devons faire en sorte que certains des pays voisins arrêtent de financer l'organisation terroriste des shebab »[32].
  - Les États-Unis annoncent vouloir doubler leurs livraisons d'armes légères et de munitions au gouvernement somalien de transition pour l'aider à lutter contre les insurgés islamistes radicaux.

- Vendredi 7 août 2009 : dans la soirée, d'importants affrontements à l'arme lourde ont eu lieu à Harardere (300 km au nord de Mogadiscio), un des principaux repaires des pirates somaliens, entre des milices des sous-clans Saleban et Eyr, du clan Habargidir, en raison d'un contentieux foncier. Au moins 9 personnes ont été tués et 7 autres blessés.

- Samedi 8 août 2009 : des combats ont opposé à Mogadiscio les Shebab aux troupes gouvernementales appuyées par la force de l'Union africaine. Les insurgés islamistes ont tiré des obus de mortiers en direction de l'aéroport et du palais présidentiel. Au moins 8 civils ont été tués et 17 autres blessés, la quasi-totalité des victimes se trouvait dans le marché de Bakara, le plus grand de la ville.

- Mardi 11 août 2009 : libération des quatre expatriés de l'ONG humanitaire « Action contre la faim », dont deux Françaises, et leurs deux pilotes belge et bulgare, retenus en otages depuis le 5 novembre 2009. Ils avaient été enlevés à Dhusa Mareb (580 km au nord de la capitale Mogadiscio) après avoir été pris en embuscade par un groupe d'hommes en armes.

- Jeudi 20 août 2009 : des affrontements entre des insurgés islamistes radicaux et des soldats ont eu lieu à Bula Burte (210 km de Mogadiscio, centre) et ont causé la mort d'au moins 21 personnes.

- Samedi 22 août 2009 : des combats ont opposé à Mogadiscio les Shebab aux troupes gouvernementales appuyées par des soldats ougandais et burundais de la force de l'Union africaine, dans les quartiers de Holdan, de Holwadag et de Bakara. Au moins 6 personnes civiles ont été tuées et 15 autres ont été blessés. Selon les forces somaliennes : les insurgés « ont attaqué nos forces dans la soirée avec des tirs de mortiers et de lance-roquettes RPG, mais ils ont perdu beaucoup d'hommes dans notre contre-attaque ».

- Mercredi 26 août 2009 :
  - Selon le ministre de l'Information, les deux agents français enlevés le 14 juillet à Mogadiscio sont « sains et saufs et en bonne santé », sous la protection du gouvernement. Selon des sources du palais présidentiel, l'un des deux agents aurait réussi à échapper à ses ravisseurs en tuant 3 d'entre eux, et l'autre aurait été libéré contre rançon, ce que dément le ministère français des Affaires étrangères[33].
  - Des affrontements entre de factions rivales pro-gouvernementales ont eu lieu au sud-est de Mogadiscio et ont causé la mort de 6 personnes dont 3 civils, après que des membres de la police militaire eurent tenté de désarmer la garde rapprochée d'un député.

### Septembre 2009
- Samedi 5 septembre 2009 : selon le ministre des Affaires étrangères, Ali Ahmed Jama, le gouvernement est engagé dans des contacts directs avec les insurgés extrémistes dans le but de mettre fin à un cycle meurtrier de violences dans le pays : « Le gouvernement maintient ses plans de réconciliation et nous avons commencé à discuter avec les groupes rebelles du Hezb al-Islam et des shebab […] Certains d'entre eux ont déjà rejoint le gouvernement et nous espérons que notre mission pour [parvenir à] une réconciliation plus vaste sera bientôt fructueuse […] Nous travaillons étroitement avec toutes les communautés et le pays sera bientôt sous le contrôle du gouvernement »[34].

- Lundi 7 septembre 2009 : selon le Haut commissariat de l'ONU pour les réfugiés (HCR), le nombre de personnes déplacées depuis 1991 dépasse 1,5 million, soit 250 000 de plus depuis le 7 mai dernier. Des centaines de civils ont été tués dans des combats, principalement dans des échanges de tirs de mortier opposant les insurgés et forces gouvernementales et leurs alliés de la force de paix de l'Union africaine. La plupart des déplacés de Mogadiscio ont fui en direction d'Afgoye, à 30 km, qui est devenue un immense bidonville hébergeant plus de 500 000 personnes dans des abris de fortune[35].

- Mardi 8 septembre 2009 : dans la nuit, des affrontements entre insurgés et forces gouvernementales soutenues par celles de l'Union africaine dans la zone de Maka al-Mukarama, au sud de Mogadiscio, causent la mort de 8 civils et font 31 blessés, près d'une base utilisée par des soldats de l'UA et proche de quartiers densément peuplés[36].

- Vendredi 11 septembre 2009 : une attaque au mortier par les Shebab à Mogadiscio contre le port, touche l'hôpital pour vétérans de l'armée, causant la mort de 10 personnes et fait 12 blessés parmi un groupe de vétérans handicapés. Plusieurs autres obus de mortier ont aussi touché les quartiers proches du port et la prison principale tuant 3 gardiens[37].

Saleh Ali Saleh Nabhan
(2006)

- Lundi 14 septembre 2009 : selon des témoins, des « militaires étrangers » à bord de quatre hélicoptères ont mené une opération commando aéroportée près du village de Roobow dans le district de Barawe, le long de la côté somalienne, à environ 250 km au sud de Mogadiscio. Ils ont détruit un véhicule au sol et ont fait prisonniers plusieurs de ses passagers qu'ils ont emmenés à bord des hélicoptères. Il y aurait aussi plusieurs morts[38].

- Mardi 15 septembre 2009 :
  - Un ministre somalien et un responsable américain annoncent la mort d'un chef islamiste tué hier et quatre autres chefs étrangers de groupes militants lors d'un raid héliporté des forces spéciales américaines contre une voiture dans le sud du pays. Il s'agit du Kényan Saleh Ali Saleh Nabhan (28 ans), soupçonné d'avoir participé aux attentats de Mombasa en 2002, revendiqués par Al-Qaïda, contre un hôtel à capitaux israéliens, ayant fait 15 morts, et contre un avion de ligne israélien décollant de l'aéroport[39].
  - Les islamistes radicaux shebab menacent de « venger » la mort du responsable régional d'Al-Qaïda, Saleh Ali Saleh Nabhan, tué la veille lors d'un raid héliporté des forces spéciales américaines dans le sud de la Somalie : « Ceux qui meurent pendant le mois saint du ramadan pour la gloire d'Allah valent beaucoup plus que ceux qui sont encore en vie […] Ils sont morts en martyrs au nom du jihad […] Les musulmans se vengeront de cette attaque ».

- Jeudi 17 septembre 2009 :
  - Les Shebab rendent publiques leurs quatre conditions pour la libération du militaire français qu'ils détiennent toujours depuis la mi-juillet, le deuxième ayant réussi à s'enfuir. Ils exigent du gouvernement français : « la cessation immédiate de tout soutien politique ou militaire au gouvernement apostat de Somalie », « le retrait de tous ses conseillers en sécurité de la Somalie », « le retrait de toutes ses compagnies de sécurité présentes en Somalie » et « le retrait de sa force navale des côtes somaliennes ». Ils demandent aussi « le retrait de toutes les forces croisées de l'Amisom », « la force de paix africaine en Somalie » et « en particulier celle du Burundi »[40].
  - Un double attentat-suicide a eu lieu contre le quartier général de la force de paix de l'Union africaine, installée dans l'enceinte de l'aéroport de Mogadiscio et tenue par des soldats ougandais. Parmi les 21 morts, dont 17 soldats, figurent le général burundais Juvénal Niyonguruza, no 2 de la force de paix, et parmi les 17 blessés, le général ougandais Nathan Mugisha[41].

- Vendredi 18 septembre 2009 : dans la nuit, la France a évacué par avion militaire 17 personnes blessées dans le double attentat à la voiture piégée commis contre le quartier général à Mogadiscio de la mission de l'Union africaine en Somalie (AMISOM).

- Dimanche 20 septembre 2009 :
  - Le cheikh Hassan Dahir Aweyses, un des plus importants chefs des Shebab appelle, lors d'une prière organisée à Elashabiyaha (18 km à l'ouest de Mogadiscio) à l'occasion de la fête de l'Aïd el-Fitr, à de nouvelles attaques suicide contre la force de paix de l'Union africaine en Somalie (Amisom), trois jours après l'attaque la plus meurtrière jamais enregistrée par la force depuis son déploiement en 2007. Le chef islamiste était à la tête des Tribunaux islamiques balayés fin 2006 par une intervention militaire éthiopienne[42].
  - Le Kenya a relevé le niveau de surveillance dans la zone frontalière, en particulier aux postes frontières, de Liboi, Garissa et Wajir, à la suite de la mort de l'islamiste kényan, Saleh Ali Saleh Nabhan, tué lundi dans le sud du pays lors d'une opération américaine héliportée. La police fédérale américaine (FBI) le considérait comme le cerveau d'un attentat à Mombasa en novembre 2002 contre un hôtel appartenant à des Israéliens, qui avait fait 18 morts, dont trois kamikazes.

- Mardi 22 septembre 2009 : dans une vidéo rendue publique, intitulée « Labaik ya Oussama » (« À ton service Oussama », en arabe), les insurgés islamistes radicaux, Shebab, proclament leur allégeance au chef de l'organisation islamiste al-Qaïda, Oussama ben Laden, et se disent « à son service ». Cette vidéo de 48 minutes, une succession d'images de combats de rues, d'entraînements de combattants islamistes, de parades de véhicules militaires, et de diverses images d'archives sur la Somalie, ponctuées de sermons et « nasheed » (chants) aux accents guerriers, est diffusée depuis dimanche sur des forums et sites internet islamistes, d'autre part des combattants shebab ont organisé des distributions de CD de cette vidéo dans plusieurs quartiers de Mogadiscio[43].

### Octobre 2009
- Samedi 3 octobre 2009 :
  - Libération des trois employés étrangers de l'ONG Action contre la faim (ACF) retenus en otage depuis juillet après avoir été kidnappés dans une localité kényane frontalière de la Somalie.
  -  Pount : selon l'organisation de défense des journalistes, CPJ, les autorités de la région autonome du Puntland ont suspendu de façon définitive les permis de travail des journalistes Nuh Muse, Mohamed Yasin et Abdulkadir Mohamed, leur reprochant de fournir une couverture « négative » du Puntland et de susciter l'instabilité dans la région. Toutes les radios du Puntland bénéficiant d'accords avec VOA, une radio publique américaine à destination de l'étranger, se sont également vu interdire de retransmettre les émissions de cette radio depuis vendredi. Les mesures d'interdiction auraient été suscitées par la diffusion d'une interview d'un religieux, Sheikh Sayid Khalif, qui aurait ouvert récemment une représentation au Puntland du mouvement soufi Ahlu Sunna Wal-Jama’a[44].

- Dimanche 4 octobre 2009 : de nouveaux combats entre les rebelles Shebab et des islamistes du Hizbul Islam, autour du village de Jana Abdala (sud, 60 km à l'ouest de Kismayo), causent la mort de 8 personnes et en blessent 14 autres. Jana Abdala est le bastion du chef de guerre Hassan Abdullahi, dit « Turki »[45].

- Mercredi 14 octobre 2009 : selon une source diplomatique, le groupe français Bolloré aurait comme projet d'investir 500 millions d'euros dans le port de Berbera (nord) afin de créer un nouveau corridor d'approvisionnement pour l'Éthiopie. Berbera est le principal port de la province semi-autonome du Somaliland et situé à 1 090 km d'Addis-Abeba, la capitale éthiopienne. Pour l'instant, l'Éthiopie, pays enclavé depuis l'indépendance de l'Érythrée en 1992, dépend essentiellement du port de Djibouti pour ses approvisionnements et ses exportations, ce qui crée des problèmes d'engorgement au niveau du port comme de la route entre les deux pays. Le Somaliland jouit d'une relative stabilité en dépit de tensions politiques liées aux multiples reports de l'élection présidentielle, mais « la principale faiblesse du projet pour l'instant, c'est le mauvais état de la route qui relie Berbera à l'Éthiopie, qui doit être réparée »[46].

- Jeudi 22 octobre 2009 : des affrontements entre soldats de l'Anisom et les Shebab ont causé la mort de 17 civils et en ont blessé 58 autres dans Mogadiscio.

- Vendredi 23 octobre 2009 : des islamistes radicaux shebab ont attrapé et traîné pour les flageller devant des centaines d'habitants de la ville portuaire de Kismayo, deux jeunes hommes, « surpris en train de regarder des films pornos sur leurs téléphones portables ». Obligés d'avouer « leur crime » au public, ils ont reçu chacun 25 coups de fouet, en application de la charia, la loi islamique, puis emprisonnés pour 15 jours, pour « ces actes diaboliques »[47].

- Jeudi 29 octobre 2009 : un Somalien, âgé de 112 ans, épouse une jeune fille de 17 ans, dans la petite ville de Guriel (centre), proche de la frontière éthiopienne. Le marié centenaire a eu 5 autres épouses et 90 enfants et petits-enfants. Selon le mari, son régime alimentaire et ses nombreuses activités physiques durant sa jeunesse seraient à l'origine de son exceptionnelle longévité[48].

### Novembre 2009
- Mercredi 25 novembre 2009 : la journaliste canadienne Amanda Lindhout et le photographe australien Nigel Brennan, 2 journalistes indépendants, ont été libérés contre paiement d'une rançon de 1 million de $US après 15 mois de captivité en Somalie. La journaliste Amanda Lindhout, détenue pendant 15 mois, déclare, dans une interview accordée par téléphone depuis Mogadiscio, avoir été « battue et torturée » par ses ravisseurs, des « criminels se faisant passer pour des combattants de la liberté »[49].

- Vendredi 27 novembre 2009 : selon le responsable de l'Organisation mondiale de la santé (OMS) pour les urgences humanitaires, Éric Laroche, la situation en Somalie est « la pire qu'ait connu le pays en 18 ans de crise […] le secteur de la santé est complètement sous-financé ». La moitié de la population somalienne, soit 3,6 millions de personnes, est dépendante de l'aide extérieure. Depuis le début de l'année, les combats, la sécheresse et les inondations ont provoqué le déplacement d'un demi-million de personnes supplémentaires. La malnutrition touche 20 % des enfants de moins de cinq ans, dont 5 % sous une forme aiguë.

### Décembre 2009
- Jeudi 3 décembre 2009 : un attentat-suicide contre l'hôtel Shamo à Mogadiscio cause la mort d'au moins 18 personnes, dont 3 ministres du gouvernement de transition et 2 journalistes somaliens; au moins 19 autres personnes sont blessées. L'explosion a visé une cérémonie de remise de diplômes à des étudiants; un des étudiants présents a déclenché des explosifs qu'il portait sur lui. Parmi les ministres tués : le ministre de l'Éducation supérieure, Ibrahim Hassan Addow, le ministre de l'Éducation, Mohammed Abdullhai Waayel, et la ministre de la Santé, Qamar Aden Ali. Un quatrième membre du gouvernement, le ministre des Sports, Suleyman Olad Roble, a été blessé[50].

- Samedi 5 décembre 2009 : le ministre des Sports, Suleyman Olad Roble, grièvement blessé dans l'attentat meurt des suites de « ses blessures à l'hôpital Aga Khan ». Au total, 24 personnes sont mortes et plus de 60 autres ont été blessés lors de cet attentat-suicide. Les insurgés islamistes radicaux shebab et du Hezb al-Islam ont démenti vendredi être impliqués dans cet attentat-suicide. Il s'agit de l'un des plus violents attentats menés dans Mogadiscio depuis la généralisation de la guerre civile en Somalie, consécutive à la chute le 9 janvier 1991 du président Mohammed Siad Barré, renversé par une rébellion.

- Dimanche 6 décembre 2009 : le premier ministre annonce le limogeage du chef de la police, le colonel Abdi Hasan Qeybdid, et du chef des forces armées, le général Yusuf Dhumaal, pour avoir échoué à écraser l'insurrection radicale islamiste qui secoue le pays depuis des mois. Ces limogeages interviennent trois jours après un attentat-suicide qui a fait 24 morts dont quatre ministres dans un hôtel de Mogadiscio, pendant une cérémonie de remise des diplômes à des étudiants. Ils ont été remplacés par le général Ali Mohamed Hasan pour la police et par le général Mohamed Gele Kahiye pour l'armée. Les deux principaux groupes rebelles — les shebab liés à Al-Qaïda et leurs alliés du Hezb al-Islam — ont nié toute implication dans ce massacre[51].

- Lundi 7 décembre 2009 : des centaines de personnes ont manifesté à Mogadiscio pour dénoncer la violence des insurgés islamistes shebab, un rassemblement sans précédent dans la capitale somalienne en guerre. La manifestation a eu lieu devant l'hôtel Shamo, où 24 personnes ont été tuées le 3 décembre dans un attentat suicide perpétré lors d'une remise de diplômes à des étudiants en médecine. Les manifestants ont notamment brûlé le drapeau noir et blanc frappé du sceau du prophète, bannière adoptée par les shebab et plus généralement par les partisans d'Al-Qaïda dans le monde[52].

- Lundi 14 décembre 2009 : six enfants d'une même famille de nomades sont tués par l'explosion d'une vieille mine anti-char datant de la guerre entre l'Éthiopie et la Somalie, dans le village de Balanbale (centre), près de la frontière éthiopienne. Balanbale était une base militaire de l'armée somalienne lors de la guerre avec l'Éthiopie de 1977 à 1982.

- Dimanche 20 décembre 2009 : au moins sept personnes ont été tuées, surtout des civils, et cinq autres blessées à Mogadiscio lors d'échanges de tirs à l'arme lourde entre forces gouvernementales et rebelles islamistes. Ces derniers ont pilonné au mortier un poste de police dans le sud de Mogadiscio où se déroulait un anniversaire, faisant un mort, un officier, et trois blessés parmi les policiers. En riposte, les forces gouvernementales ont tiré à l'arme lourde, mais ils ont tué six civils en divers lieux de la capitale, ont indiqué des témoins.

- Lundi 21 décembre 2009 : un attentat à la bombe, contre le convoi d'un responsable du gouvernement de transition, Mohamed Qoryarey, à proximité du palais présidentiel, cause la mort d'au moins 5 personnes à Mogadiscio et fait 8 blessés.

## Pirates somaliens

### Janvier 2009(pirates)
- Jeudi 1er janvier 2009 :
  - Quinze pirates somaliens ont pris d'assaut un cargo égyptien, Le « Blue Star », avec 28 membres d'équipage à son bord alors qu'il entrait dans le Golfe d'Aden, transportant 6 000 tonnes d'engrais.
  - Un aviso français déjoue l'attaque de pirates somaliens contre un cargo battant pavillon du Panama. Huit pirates sont interceptés et doivent être remis aux autorités somaliennes. La fouille de leurs deux embarcations a permis de découvrir six fusils d'assaut Kalachnikov AK-47, un lance-roquette RPG, des munitions, deux échelles d'abordage et un grappin.

- Vendredi 2 janvier 2009 :
  - Les huit pirates arrêtés la veille par la marine française sont remis aux autorités de la région autoproclamée autonome du Puntland (nord-est de la Somalie) où ils devraient être jugés[53].

- Samedi 3 janvier 2009 : les pirates somaliens capturent, vers l'île yéménite de Socotra, un petit cargo ravitailleur, affrété par un armateur yéménite, « le MT Sea Princess II et son équipage de 15 marins, dont huit Indiens et deux Yéménites ». Il transporte une cargaison de 2 000 tonnes de fioul.

- Dimanche 4 janvier 2009 : un bâtiment de la marine française s'est opposé à deux nouvelles attaques contre des cargos croate et panaméen dans le golfe d'Aden. Au total, 19 pirates somaliens ont été « interceptés ».

- Mercredi 7 janvier 2009 : la société « Yasa Holding » annonce la libération en échange d'une rançon des 20 membres d'équipage du cargo turc dont des pirates s'étaient emparés le 29 octobre 2008 dans le Golfe d'Aden.

- Vendredi 9 janvier 2009 :
  - Le superpétrolier saoudien « Sirius Star » et son équipage, détenus depuis le 15 novembre, sont relâchés. Les propriétaires saoudiens auraient versé 3 millions de dollars (2,2 millions d'euros) aux pirates. Le chargement de pétrole du navire est évalué à 100 millions de dollars (74 millions d'euros). Le navire de 318 000 tonnes pour 330 mètres de longueur et ses vingt-cinq hommes d'équipage étaient retenus dans le port d'Harardhere, à 300 km au nord de la capitale, Mogadiscio. En revenant du supertanker saoudien, vers le port d'Harardhere une embarcation des pirates a chaviré causant la mort de six d'entre eux sur quinze. L'embarcation transportait également une partie de la rançon versée, soit 300 000 dollars[54].
  - Un cargo iranien, le « Delight », battant pavillon de Hong Kong et qui avait aussi été capturé en novembre dans le golfe d'Aden est relâché avec ses 25 membres d'équipage sains et saufs. Appartenant à la compagnie « Islamic Republic of Iran Shipping Lines » (IRISL) le navire chargé de 36 000 tonnes de blé, avait été attaqué le 18 novembre par des pirates alors qu'il se dirigeait vers le port iranien de Bandar Abbas.

- Vendredi 16 janvier 2009 :
  - Selon le Bureau maritime international basé à Kuala Lumpur, 42 vaisseaux ont été capturés dans le Golfe d'Aden et au large de la Somalie, et 815 marins ont été pris en otages. Fin 2008, 13 navires et 242 marins étaient toujours aux mains des pirates. Les pirates sont « mieux armés et préparés pour s'attaquer aux équipages ». 11 marins ont été tués et 21 autres sont portés disparus ou présumés morts[55].
  - Un cargo danois et ses 13 membres d'équipage pris en otage depuis début novembre sont libérés après paiement d'une rançon. Le navire est escorté vers Oman par un navire de guerre russe. Selon l'armateur au sujet du dilemme que pose le paiement de la rançon : « Il est certain que cela les encourage mais tant que vous n'êtes pas convenablement protégé c'est une malédiction avec laquelle vous devez vivre ».

- Mercredi 21 janvier 2009 : l'Espagne va envoyer une force militaire pour intégrer la force européenne de lutte contre la piraterie au large des côtes somaliennes. Cette force est composée d'une frégate, d'un navire d'approvisionnement logistique, d'un avion patrouilleur et de 395 militaires.

- Vendredi 23 janvier 2009 : libération du « Biscaglia », un cargo battant pavillon libérien, que les pirates retenaient depuis près de deux mois avec ses 28 membres d'équipage.

- Mardi 27 janvier 2009 : un bâtiment militaire français, la frégate « Le Floréal », a déjoué dans le golfe d'Aden une attaque contre un cargo. Neuf pirates somaliens, armés et équipés de matériel d'abordage, ont été arrêtés à bord de deux « skiffs », petits bateaux à moteur rapides. L'interception a eu lieu dans les eaux internationales au nord de Bosasso, principale ville du Puntland.

- Jeudi 29 janvier 2009 : des pirates somaliens se sont emparés dans le golfe d'Aden d'un cargo allemand avec à son bord 13 membres d'équipage philippins et indonésiens.

### Février 2009(pirates)

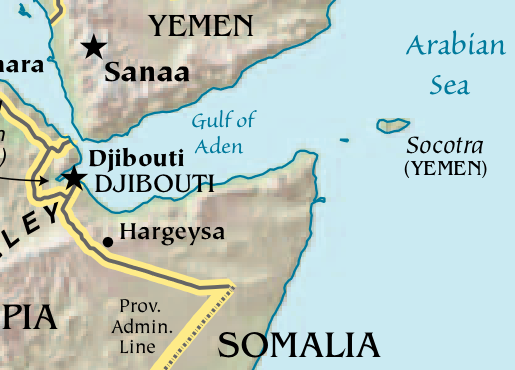

- Dimanche 1er février 2009 : le cargo ukrainien « MV Faina », battant pavillon de Belize, retenu depuis le 25 septembre et transportant notamment 33 chars d'assaut T-72 et d'importants stocks de munitions est libéré, selon la présidence ukrainienne, à la suite d'« une opération très complexe » des services de renseignement ukrainiens. Selon les pirates somaliens, une rançon de 3,2 millions de dollars leur a été versée, initialement les pirates avaient demandé 35 millions de dollars, avant de réduire drastiquement leurs exigences. La rançon a été transportée depuis Nairobi dans une mallette qui a été parachutée aux pirates mercredi en début d'après-midi. Tous les membres de l'équipage sont sains et saufs et se trouvent à bord du « MV Faina » qui escorté par la marine américaine, est parti vers le port kényan de Mombasa[56].

- Mardi 3 février 2009 : les pirates somaliens ont relâché un cargo turc et ses 11 hommes d'équipage qu'ils avaient capturé à la mi-décembre 2008.

- Dimanche 8 février 2009 : les pirates somaliens ont relâché le bateau de pêche chinois et ses 24 membres d'équipage qu'ils avaient capturé en novembre 2008.

- Mardi 10 février 2009 : le Parlement turc autorise l'envoi, par le gouvernement, d'un navire de guerre dans le golfe d'Aden afin qu'il participe à la force internationale qui pourchasse les pirates et trafiquants d'armes somaliens dans le nord de l'océan Indien. La mission du navire est d'un an et il se rendra sur place dès la fin février. Selon le ministre des Affaires étrangères, Ali Babacan, il s'agit d'une « participation de la Turquie à une force navale impliquant un certain nombre de pays » et sa mission consistera à patrouiller au large de la Somalie, à escorter les bateaux de commerce, à se saisir des navires des pirates « en usant de la force si les circonstances l'exigent » et à les arrêter si « cela s'avère nécessaire ».

- Mercredi 11 février 2009 : la marine de guerre américaine annonce que l'un de ses bâtiments — le lanceur de missiles « USS Vella Gulf » — avait arrêté 7 pirates dans le golfe d'Aden après une attaque avortée contre le « Polaris », un navire marchand battant pavillon des îles Marshall.

- Jeudi 12 février 2009 : la marine de guerre américaine annonce que le lanceur de missiles « USS Vella Gulf » a pour la deuxième journée consécutive réussit à arrêter neuf pirates qui tentaient d'attaquer un navire marchand battant pavillon indien, le « Premedivya », dans le golfe d'Aden. Le navire de guerre américain a effectué deux tirs de sommation en direction du navire des pirates pour le contraindre à stopper sa manœuvre. Les neuf pirates ont été arrêtés après la découverte d'armes sur le bateau.

- Vendredi 13 février 2009 :
  - Les pirates somaliens ont relâché le cargo japonais « MT Chemstar Venus » battant pavillon panaméen et son équipage de 18 Philippins et 5 sud-Coréens qu'ils avaient capturés le 15 novembre 2008.
  - Un navire de guerre russe capture 10 pirates somaliens.

- Dimanche 22 février 2009 : les pirates somaliens se sont emparés du cargo grec « MV Saldanha » dans le golfe d'Aden alors que le « HMS Northumberland » de la marine britannique se trouvait à quelque 100 kilomètres de là.

- Mardi 24 février 2009 : la marine chinoise a déjoué une attaque de pirates somaliens contre un bateau italien, sous pavillon du Liberia.

### Mars 2009(pirates)
- Mardi 3 mars 2009 : la marine allemande annonce avoir capturé neuf pirates qui attaquaient le cargo MV Courier dans le golfe d'Aden au large de la Somalie. Un hélicoptère allemand, en provenance de la frégate Rheinland-Pfaltz, et un hélicoptère américain, dépêché par le croiseur lance-missiles USS Monterey, ont mis fin à l'attaque des pirates qui avaient ouvert le feu sur le cargo avec des armes automatiques et des lance-grenades. Le cargo réussit à s'échapper en poussant ses machines à fond.

- Jeudi 19 mars 2009 : dans la soirée, des pirates somaliens capturent un cargo grec, « le Titan » battant pavillon de Saint-Vincent, et ses 24 membres d'équipage dans le golfe d'Aden, dont trois Grecs. Il transporte une cargaison de métal à destination de la Corée.

- Samedi 21 mars 2009 : un bâtiment de guerre américain, le croiseur lance-missiles USS Gettysburg, a intercepté puis relâché, faute de preuves, six personnes supposées être des pirates, après un appel de détresse du cargo philippin Bison Express dans le golfe d'Aden. Les six occupants de l'embarcation ont été vus se débarrasser d'« objets » en mer, mais après des recherches, la marine américaine a estimé ne pas avoir assez de preuves pour pouvoir arrêter ces personnes et leur a permis de regagner leur embarcation.

- Mercredi 25 mars 2009 : les pirates capturent un cargo panaméen, le Nipayia et son équipage de 19 hommes (18 Philippin et un capitaine russe). Le navire faisait route vers le golfe d'Aden en provenance de Madagascar.

### Avril 2009(pirates)
- Mercredi 1er avril 2009 : des pirates somaliens capturent un navire touristique et ses sept membres d'équipage seychellois, opérant dans les eaux territoriales de l'archipel des Seychelles. Les touristes sont débarqués par les pirates dans l'une des îles. Le ministre des affaires étrangères des Seychelles, Patrick Pillay, indique avoir contacté les forces navales dans la région qui selon lui « se sont engagées à chercher le navire ».

- Samedi 4 avril 2009 : des pirates capturent un yacht français et un porte-conteneur allemand de 20 000 tonnes. Ce dernier naviguait « en pleine de mer, à environ 400 milles nautiques de la côte somalienne, entre le Kenya et les Seychelles ». 24 hommes d'équipage sont à bord. Le yacht français, le « Tanit » a à son bord 5 personnes, dont une famille originaire du Morbihan qui se rendait à Zanzibar. Le bateau transportait un couple et son fils de trois ans, ainsi qu'un autre couple embarqué en chemin.

- Dimanche 5 avril 2009 : des pirates capturent un remorqueur yéménite.

- Lundi 6 avril 2009 : des pirates capturent un bateau taïwanais dans les eaux territoriales des Seychelles et un cargo britannique.

- Mercredi 8 avril 2009 : des pi:rates capturent un navire danois de 17 000 tonnes transportant de l'aide humanitaire, le « Maersk-Alabama », battant pavillon des États-Unis, cependant il est rejoint rapidement par le croiseur américain « USS Bainbridge » qui sauve le navire et son équipage. Le capitaine, Richard Phillips, 53 ans, a été enlevé par les pirates alors que l'équipage avait ensuite réussi à reprendre le contrôle du cargo[57].

- Vendredi 10 avril 2009 : l'armée française a lancé une opération pour libérer les cinq membres de l'équipage, quatre adultes et un enfant de 3 ans, retenus prisonniers après l'abordage de leur voilier le « Tanit ». Au cours de cette opération, qui a permis de libérer quatre de ces plaisanciers, « un otage a malheureusement trouvé la mort ». La victime, Florent Lemaçon, est le père du petit garçon et le propriétaire du yacht. Il a été tué lors d'échanges de tirs entre pirates et forces spéciales[58]. L'enquête montrera en mai 2010 que le tir était celui d'un militaire français[59].

- Samedi 11 avril 2009 :
  - Des pirates somaliens capturent dans le golfe d'Aden un remorqueur italien de la société Micoperi Marine Contractors avec 16 membres d'équipage à bord, dont dix Italiens, cinq Roumains et un Croate.
  - La Cour suprême de Bosasso (Puntland, nord-est) condamne à 20 ans de prison dix pirates reconnus coupables de la prise d'otage en octobre 2008 du cargo « Awail » battant pavillon somalien. Il avait été saisi par des pirates le 9 octobre 2008 à environ 360 km au large des côtes du Puntland, alors qu'il naviguait entre la Somalie et Oman. Les marins du Awail étaient de nationalité syrienne et somalienne. Le navire avait été libéré quelques jours plus tard lors d'une intervention des garde-côtes du Puntland.

- Dimanche 12 avril 2009 : le capitaine du cargo « Maersk-Alabama », pris en otage mercredi, est libéré par le croiseur « USS Bainbridge » de la marine américaine. Trois pirates ont été tués et un autre arrêté au cours de l'opération. Les pirates avaient pris la fuite avec le capitaine et se trouvaient depuis sur un canot de sauvetage dans le Golfe d'Aden. Le « Maersk Alabama » et son équipage avait regagné le port de Mombasa, au Kenya.

- Lundi 13 avril 2009 :
  - Depuis le village côtier de Eyl, le chef des pirates somaliens impliqués dans l'affaire du « Maersk-Alabama » promet de venger la mort de ses hommes tués lors de la libération de l'otage par l'US Navy et de s'en prendre à des citoyens américains : « … cette affaire conduira à des mesures de rétorsion et nous chasserons en particulier des citoyens américains voyageant dans nos eaux […] la prochaine fois que nous attraperons un Américain, j'espère qu'ils ne s'attendront à aucune pitié de notre part ».
  - Les trois pirates somaliens fait prisonniers lors de la libération du voilier « Tanit » font l'objet d'un enquête préliminaire de la Juridiction interrégionale spéciale (JIRS) de Rennes pour « séquestration suivie de mort ». Ils vont être acheminés vers la France où ils rejoindront les 12 autres pirates somaliens arrêtés en avril (« Ponant ») et en septembre 2008 (« Carré d'As »).

- Mardi 14 avril 2009 : des pirates attaquent successivement 3 bateaux au large des côtes somaliennes dans le but de démontrer que les récentes opérations commando française et américaine n'avaient pas entamé leur détermination. Parmi les bateaux attaqués, les pirates ont capturé l'« Irene EM », un cargo grec de 35 000 tonnes battant pavillon de Saint-Vincent-et-les-Grenadines avec 22 membres d'équipage philippins à son bord. Un deuxième cargo, le « Sea Horse » battant pavillon togolais, a été capturé à partir de « trois ou quatre embarcations ». L'attaque d'un troisième navire, le « Safmarine Asia » battant pavillon du Liberia échoue grâce à l'intervention d'un hélicoptère de la frégate française « Nivôse ».

- Mercredi 15 avril 2009 :
  - La frégate française « Nivôse » intercepte et arrête 11 pirates à 900 km au large du port kényan de Mombasa après qu'ils avaient attaqué le bâtiment de commerce, « Safmarine Asia », battant pavillon du Liberia. Ils « naviguaient sur un bateau mère, une embarcation de 10 mètres de long transportant notamment 17 fûts de 200 litres de carburant, deux skiffs d'assaut », 4 kalachnikov AK-47 et 200 munitions. Ils avaient été repérés la veille lorsqu'ils avaient attaqué le cargo. La frégate française a « pisté les embarcations durant la nuit, puis est intervenue au lever du jour ».
  - Le cargo grec « Titan », capturé le 19 mars, est libéré avec son équipage de 24 personnes. Le cargo, battant pavillon de Saint-Vincent, transportait une cargaison de fer et faisait route de la mer Noire vers la Corée du Sud.
  - La Cour suprême de Bosasso (Puntland, nord-est) condamne 37 pirates capturés en haute mer par les marines française et américaine et remis aux autorités locales, à trois ans de prison chacun. 19 d'entre eux avaient été remis aux autorités de la région par la marine française et 18 par la marine américaine après avoir été arrêtés au large des côtes somaliennes. Les pirates ont clamé leur innocence affirmant être des « pêcheurs arrêtés illégalement » par des marines étrangères. Au moins 18 navires et près de 300 membres d'équipage sont actuellement détenus par différents groupes de pirates somaliens.

- Vendredi 17 avril 2009 : les pirates relâchent le cargo libanais battant pavillon togolais et chargé d'aide alimentaire destinée au Programme alimentaire mondial après 3 jours de captivité.

- Samedi 18 avril 2009 : des pirates capturent un navire belge au large des côtes africaines.

- Mardi 21 avril 2009 :
  - Un chimiquier japonais, le « Stolt Strength » et ses 23 membres d'équipage philippins ont été relâchés par des pirates somaliens cinq mois après leur capture.
  - Selon le Bureau maritime international, basé à Kuala Lumpur, les attaques de pirates au large de la Somalie sont passés de 6 à 61, au cours du premier trimestre 2009 par rapport à la même période de 2008. Au total, 34 navires ont été attaqués, pour 9 capturés, et 29 qui ont reçu des coups de feu. Quelque 178 marins ont été pris en otages, deux tués et neuf blessés. Le BMI salue le rôle important joué par les navires militaires qui patrouillent dans la zone et estime « vital que ces opérations se poursuivent »[60].

- Mercredi 22 avril 2009 : onze pirates capturés au large du Kenya par la frégate française « Nivôse », ont été remis aux autorités kényanes après son arrivée au port de Mombasa. Les pirates ont été incarcérés au commissariat de police et devraient être présentés à la justice jeudi. Ils doivent inculpés pour l'attaque sur le bâtiment de commerce, « Safmarine Asia », battant pavillon du Liberia.

- Dimanche 26 avril 2009 :
  - Les pirates libèrent un petit cargo ravitailleur yéménite, le « MT Sea Princess II » et « son équipage de 15 marins, dont huit Indiens et deux Yéménites ». Capturé le 3 janvier dernier, le bateau est en route vers le port de Bosasso au nord de la Somalie.
  - Les pirates — six hommes à bord d'une petite embarcation — ont attaqué un navire de croisière italien à environ 290 km des Seychelles. Les membres du service de sécurité à bord réussissent à repousser l'attaque en échangeant des coups de feu avec eux. 1 500 passagers et membres d'équipage étaient à bord. Le bateau effectuait une croisière de 22 jours, reliant Durban, en Afrique du Sud, à Gênes, en Italie.
  - Les pirates capturent un pétrolier vide des raffineries d'Aden au large du Yémen. Les pirates ont triomphé lors d'un accrochage avec les garde-côtes yéménites, cependant ces derniers, soutenus par des hélicoptères, ont réussi à sauver trois autres navires. Deux pirates ont été tués et un autre blessé par les forces de sécurité yéménites qui ont arrêté quatre autres assaillants.

- Lundi 27 avril 2009 : les forces yéménites réussissent à reprendre le pétrolier vide capturé la veille par les pirates somaliens. Onze pirates sont arrêtés.

- Jeudi 30 avril 2009 : la frégate française « Nivôse » intercepte et arrête à l'est de la Somalie un « bateau-mère » de pirates et capture les trois individus qui se trouvaient à bord.

### Mai 2009(pirates)
- Samedi 2 mai 2009 : les pirates somaliens ont capturé 2 nouveaux navires.

- Dimanche 3 mai 2009 :
  - Les pirates ont capturé un navire pakistanais transportant des marchandises pour des commerçants somaliens.
  - La frégate française « Nivôse » a capturé 11 pirates armés de deux fusils d'assaut et d'un lance-roquettes, au large de la Somalie. Les pirates, mal informés à bord de deux embarcations rapides, ou skiffs, accompagnées d'un « bateau-mère », ont confondu la frégate française avec un navire marchand, et l'ont pris en chasse. Avançant vers le soleil pour ne pas être identifiée, la frégate a laissé les deux skiffs s'approcher, puis s'est retournée, engageant ses embarcations légères et son hélicoptère dans un assaut rapide qui a abouti à la capture des suspects.
  - Les garde-côtes seychellois ont arrêté trois pirates somaliens.

- Mardi 5 mai 2009 : les pirates ont capturé un cargo allemand, le « MV Victoria » battant pavillon d'Antigua et Barbuda. Il a « été capturé par huit pirates dans le golfe d'Aden alors qu'il faisait route vers le port de Djeddah en mer Rouge ».

- Vendredi 8 mai 2009 : 11 pirates capturés au large du Kenya par la frégate française « Nivôse », ont été remis aux autorités kényanes après son arrivée au port de Mombasa. Les pirates ont été incarcérés au commissariat de police et devraient être présentés à la justice. Ils doivent être inculpés pour l'attaque du 3 mai.

- Samedi 9 mai 2009 :
  - Les pirates libèrent un cargo britannique capturé il y a un mois.
  - Les pirates libèrent un cargo grec « Le Nipayia », battant pavillon panaméen, et son équipage de 19 hommes (18 Philippin et un capitaine russe). Le cargo avait été capturé par les pirates le 25 mars alors qu'il faisait route vers le Golfe depuis Madagascar.
  - Au moins 18 navires et leurs équipages sont toujours détenus par divers groupes de pirates somaliens qui réclament des rançons pour les libérer.
  - De violents affrontements ont lieu dans le district de Yaqshid (nord de Mogadiscio) entre les forces islamistes soutenant le

- Dimanche 10 mai 2009 : la Cour suprême de Bosasso (Puntland, nord-est) condamne 14 pirates à des peines allant de 14 à 20 ans de prison. Les prévenus avaient été arrêtés par des garde-côtes du Puntland près du port de Barbera. Trois des condamnés l'ont été par contumace après avoir échappé à ces arrestations la semaine passée.

- Jeudi 14 mai 2009 : un destroyer sud-coréen et un navire de guerre américain soutenus par deux hélicoptères appartenant à la Combined Task Force (CTF) 151 sous commandement turc, ont mis en échec une tentative de capture d'un navire battant pavillon égyptien, à quelque 75 milles nautiques de la ville portuaire yéménite d'Al-Mukalla, et ont arrêté 17 pirates et saisis de nombreuses armes[61].

- Vendredi 22 mai 2009 : Pirates : Un navire militaire italien, le « Maestrale », arrête dans le golfe d'Aden neuf pirates somaliens alors qu'ils attaquaient un navire marchand libérien, le « Maria K », battant pavillon de Saint-Vincent-et-les-Grenadines, naviguant dans cette zone.

- Mardi 26 mai 2009 : la corvette suédoise « HMS Malmö » arrête 7 pirates au moment où ils tentaient d'aborder un navire marchand grec, le « M/V Antonis » dans le golfe d'Aden. Les pirates doivent être remis au commandement de la mission européenne NAVFOR-Atalante à Djibouti.

### Juin 2009(pirates)
- Samedi 6 juin 2009 : les pirates somaliens libèrent un remorqueur nigérian capturé il y a 10 mois avec 10 hommes à bord, mettant un terme à la plus longue des prises d'otages effectuées au large des côtes de la Somalie. 14 bateaux sont encore aux mains des pirates somaliens dans le golfe d'Aden et l'océan Indien avec plus de 200 marins otages, dont plus du quart sont des Philippins.

- Dimanche 7 juin 2009 :
  - Pirates : lors de la réunion du Groupe international de contact pour la Somalie, à Rome, le chef de la diplomatie italienne Franco Frattini estime que : « La piraterie n'est qu'une partie du problème, que la partie émergée de l'iceberg. Les causes profondes de la piraterie viennent des crises politique, économique et sociale sur ce territoire, pas en mer […elle constitue tout comme] le terrorisme, l'immigration clandestine et le trafic d'êtres humains, une menace pour la sécurité des personnes, et en fin de compte pour la sécurité européenne »[62].
  - Pirates : Selon « Ecoterra International », une ONG environnementale surveillant les activités maritimes illégales dans la région, les pirates somaliens ont effectué 126 attaques en 2009, dont 44 captures de navires.

- Mardi 9 juin 2009 : La marine américaine — la Ve flotte basée à Bahreïn — estime que la zone sud de la mer Rouge est une nouvelle cible potentielle des pirates somaliens, ce qui menacerait l'une des routes commerciales les plus empruntées au monde. Cependant la saison de la mousson de mai à septembre perturberait vraisemblablement les attaques des pirates : « Les marins devront tirer profit de l'état de la mer agitée tout en maintenant l'état d'alerte élevé ». Les pirates somaliens ont récemment multiplié les attaques nocturnes et élargi leur zone d'opération au-delà des Seychelles avec l'aide de « bateaux mères » qui leur permettent de frapper dans des zones loin de la côte[63].

- Samedi 13 juin 2009 : Les pirates somaliens capturent, dans les eaux territoriales d'Oman, un cargo, battant pavillon d'Antigua et Barbuda, le « MV Charelle ».

- Jeudi 18 juin 2009 : Selon le Bureau maritime international, les pirates somaliens ont déplacé leurs attaques vers des zones situées au sud de la mer Rouge et au large d'Oman, profitant de l'absence de navires de guerre dans ces régions, car leur mission de surveillance se concentre dans le Golfe d'Aden. Le BMI a recensé huit attaques dans ces zones au cours des deux dernières semaines, précisant que les pirates attaquent de nuit[64].

- Mardi 23 juin 2009 : les pirates libèrent le « MV Marathonun », un navire néerlandais, capturé le 7 mai avec ses 8 membres d'équipage, dans le golfe d'Aden, à bord duquel un membre de l'équipage a été retrouvé mort.

- Dimanche 28 juin 2009 : les pirates libèrent le navire belge « Pompéi » et son équipage, qu'ils retenaient depuis le 18 avril.

### Juillet 2009(pirates)
- Mercredi 8 juillet 2009 : des pirates somaliens ont capturé un cargo turc, l'« Horizon-1 », avec 23 personnes à bord, toutes de nationalité turque. Il se rendait d'Arabie saoudite vers la Jordanie avec une cargaison de 33 000 tonnes de sulfure d'hydrogène. Une frégate turque est déployée dans cette zone depuis l'an dernier dans le cadre de la force internationale qui pourchasse les pirates et trafiquants d'armes somaliens.

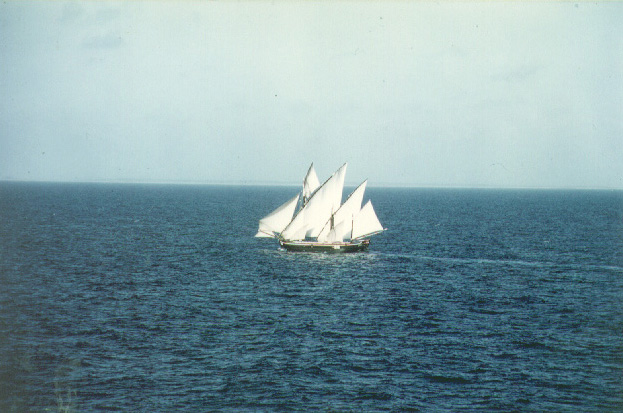
Dhow indien

- Lundi 13 juillet 2009 : des pirates ont capturé, à environ 14 milles nautiques de Bosasso, le principal port de la région semi-autonome du Puntland (nord-est de la Somalie), une petite embarcation traditionnelle indienne, un dhow et pris en otages ses 11 membres d'équipage avant de s'en servir comme bateau-mère pour attaquer, en vain, un super-tanker, le « VLCC tanker A Elephant » dans le golfe d'Aden. La capture du dhow indien porte à 15 le nombre de bateaux détenus par des pirates somaliens et à plus le nombre de 200 marins retenus captifs. Selon Ecoterra International, une ONG environnementale qui suit de près la piraterie somalienne, 145 attaques menées par des pirates somaliens ont été enregistrées en 2009, dont 45 réussies[24].

- Mardi 21 juillet 2009 : la marine de guerre yéménite a mis en fuite un groupe de 14 embarcations de pirates somaliens qui ont tenté de capturer un pétrolier yéménite dans le Golfe d'Aden, qui faisait route d'Aden vers Houdeida[65].

### Août 2009(pirates)
- Lundi 3 août 2009 : les pirates somaliens ont libéré le cargo allemand « Hansa Stavanger », retenu depuis quatre mois, avec ses 24 membres d'équipage. Une rançon de 2,75 millions de dollars (1,9 million d'euros) aurait été payée.

- Dimanche 16 août 2009 : des pêcheurs égyptiens fait prisonniers par les pirates et en otages depuis le 1er avril réussissent à échapper à leur geôliers, en ont fait prisonniers huit d'entre eux et en ont tué deux autres.

- Lundi 17 août 2009 : l'OTAN lance officiellement l'opération Ocean Shield pour lutter contre la piraterie au large de la Somalie. Elle « durera tant que cela sera jugé nécessaire » et pourra « aider » les États de la région à développer « leur propre capacité de lutte contre les activités pirates ».

### Septembre 2009(pirates)
- Lundi 7 septembre 2009 : les pirates somaliens ont libéré 3 Seychellois retenus en otage depuis la capture de leur catamaran dans l'océan Indien en février. Selon le ministre seychellois de l'Environnement, des ressources naturelles et des transports, Joel Morgan, aucune rançon n'a été payée pour la libération des trois otages, mais les autorités estiment que les Seychelles ont échangé les 3 otages contre 23 pirates somaliens rapatriés samedi.

- Lundi 21 septembre 2009 : des navires de la marine iranienne ont déjoué les attaques de pirates somaliens contre trois de ses navires marchands (Iran Abouzar, Iran Fars et Iran Bam) dans le golfe d'Aden. L'Iran a envoyé depuis le mois de mai, 6 navires de guerre pour protéger ses bateaux marchands contre la piraterie.

- Samedi 26 septembre 2009 : un navire de la marine turque « TCG Gediz » arrête 7 pirates qui tentaient de s'emparer du bateau panaméen « Handy V ».

- Mardi 29 septembre 2009 :
  - Selon la marine américaine (Ve flotte basée à Bahreïn), les attaques des pirates ont nettement repris récemment au large de la Somalie à la faveur de la fin de la saison de la mousson. 4 attaques se sont produites dans le golfe d'Aden depuis le 19 septembre. Ces attaques portent à 146 le nombre d'actes de piraterie dans cette zone en 2009, dont 28 ont réussi.
  - Tenue à Bahreïn, d'une réunion de coordination entre les marines de 30 pays impliqués dans la lutte contre les pirates. Depuis août 2008, les forces maritimes présentes au large de la Somalie ont arrêté 343 pirates, déféré à la justice 212 et tué 11 autres.

### Octobre 2009(pirates)
- Vendredi 2 octobre 2009 : les pirates somaliens capturent un thonier espagnol, l'« Alakrana », avec 36 marins à son bord à mi-chemin à plus de 300 milles nautiques des côtes somaliennes vers les Seychelles, selon l'armateur du navire, « Echebastar Fleet », basé à Bermeo (Pays basque espagnol).

- Lundi 5 octobre 2009 : un cargo turc retenu depuis près de 3 mois avec ses 23 membres d'équipage turc est libéré contre rançon.

- Mercredi 7 octobre 2009 : le navire amiral des forces navales françaises déployées dans l'océan Indien, « La Somme », est attaqué par des pirates somaliens dans la nuit. Les 5 assaillants ont été faits prisonniers. « Les pirates, qui, trompés par l'obscurité, ont pris le bâtiment français pour un navire de commerce, étaient à bord de deux embarcations et ont ouvert le feu à la Kalachnikov ». « La Somme » a alors « pris en chasse l'une des deux embarcations qui s'est immobilisée après une heure de poursuite, l'autre parvenant à prendre la fuite ». « La Somme », un pétrolier ravitailleur, accueille actuellement à son bord l'état-major de l'amiral commandant les forces navales françaises, mais aussi terrestres et aériennes, de l'océan Indien (Alindien)[66].

- Mardi 13 octobre 2009 : deux thoniers français de l'armement Saupiquet ont été approchés par des pirates somaliens dans l'océan Indien mais l'attaque a été repoussée par des tirs de militaires embarqués à leur bord.

- Jeudi 15 octobre 2009 : des pirates somaliens capturent le porte-conteneurs « Kota Wajar » battant pavillon de Singapour avec 21 membres d'équipage. Il a été capturé à 540 km au nord-est des Seychelles alors qu'il se dirigeait vers le port kényan de Mombasa.

- Dimanche 18 octobre 2009 : des pirates somaliens ont capturé un cargo chinois au nord-est des Seychelles avec ses 25 membres d'équipage chinois. Cette opération démontre la capacité des pirates somaliens à étendre leur rayon d'action et échapper à la vigilance des navires de guerre déployés par la communauté internationale. Leur présence dans tout l'océan Indien est favorisé par la fin de la mousson et le retour à une mer calme.

- Lundi 19 octobre 2009 : à la suite du refus du gouvernement espagnol d'embarquer des militaires sur les bateaux espagnols, alors que des fusiliers marins français protègent des chalutiers français et ont repoussé plusieurs attaques, les 8 chalutiers espagnols sont désormais protégés par des ex-militaires britanniques, notamment des Gurkhas d'origine népalaise, qui seraient fournis par la société anglaise de sécurité « Minimal Risk »[67].

- Mardi 20 octobre 2009 : le gouvernement des Seychelles annonce que des drones « serviront dans un futur proche à lutter contre la piraterie dans les eaux seychelloises et l'océan Indien […] Ces drones démontrent l'engagement des États-Unis à améliorer la sécurité maritime dans cette partie de l'océan Indien »[68].

- Jeudi 22 octobre 2009 :
  - Des pirates somaliens ont capturé un cargo panaméen, le « MV Al Khaliq », avec ses 26 membres d'équipage, dont 24 Indiens et deux Birmans.
  - Un navire italien, le « MV Jolly Rosso », a été la cible d'une attaque de pirates somliens entre la Somalie et les Seychelles, mais le détournement a échoué.

- Vendredi 23 octobre 2009 : un voilier avec un couple de Britanniques, les Chandler, a disparu au large des côtes de la Tanzanie dans une zone où pullulent les pirates. La balise de détresse (EPIRB) a été enclenchée. Les garde-côtes seychellois, dans un communiqué transmis à Nairobi, ont confirmé la disparition suspecte du voilier et les recherches en cours, n'excluant pas l'hypothèse d'une attaque de pirates somaliens[69].

- Mercredi 28 octobre 2009 : un navire de guerre allemand, ayant porté secours à un bateau de pêche français attaqué, arrête 7 pirates somaliens.

### Novembre 2009(pirates)
- Dimanche 1er novembre 2009 : des pirates somaliens ont été repoussés lors de leur attaque contre un thonier breton de 67 mètres, l'Avel Vad, de l'armement CMB de Concarneau, qui naviguait en binôme avec un autre thonier. L'attaque par les pirates s'est produite « à 350 nautiques de la Somalie ». Les militaires embarqués à bord du thonier ont alors tiré des artifices puis des coups de sommations qui ont fait fuir les pirates.

- Mercredi 4 novembre 2009 : l'équipage de cargo grec « Théophoros 1 », battant pavillon panaméen, a réussi à repousser avec des lances à eau les pirates somaliens qui avaient lancé un assaut contre leur navire dans le golfe d'Aden, alors qu'un navire de guerre turc, le TGC Gediz, était en train d'arriver à son secours. Les pirates ont été « neutralisés » après intervention de commandos de la frégate turque qui ont saisi des armes.

- Jeudi 5 novembre 2009 : des pirates somaliens ont capturé le cargo grec « Delvina », battant pavillon des Iles Marshall, avec un équipage de 14 Philippins et 7 Ukrainiens au large des côtes de la Tanzanie à environ 280 milles nautiques au sud-est de Mombasa (Kenya) vers lequel il se dirigeait pour livrer sa cargaison de blé en provenance de la Méditerranée. Le cargo transportant une cargaison de blé se dirigeait vers le port de Mombasa[70].

- Mercredi 11 novembre 2009 : des pirates somaliens ont capturé le cargo grec « Filitsa », battant pavillon des Iles Marshall, à environ 510 milles nautiques au nord des Seychelles.

- Lundi 16 novembre 2009 : des pirates somaliens ont capturé un chimiquier singapourien de 22 000 tonnes, battant pavillon des îles Vierges, le « Theresa VIII », à 180 milles au nord-ouest d'Aldabra, une île des Seychelles située à environ 400 km des côtes malgaches. Son équipage est composé de 28 marins nord-coréens. Blessé lors de l'assaut, le capitaine meurt des suites de ses blessures par balles[71].

- Mardi 17 novembre 2009 : les pirates somaliens ont libéré le thonier espagnol « Alakrana » et ses marins, qu'ils retenaient depuis le 2 octobre. Les 36 membres d'équipage sont sains et saufs. Une rançon de 4 millions £US a été versée.

- Jeudi 19 novembre 2009 :
  - Le représentant spécial de l'ONU en Somalie, Ahmedou Ould-Abdallah, estime devant le Conseil de sécurité, que la piraterie au large de la Somalie doit être combattue de manière multiforme, pas seulement en mer avec une flotte internationale, mais aussi à terre et à l'échelon régional. La piraterie dans cette région est « une affaire très rentable […] Nous devons donc la traiter comme une activité criminelle ayant des tentacules dans de nombreux endroits de la région et du monde ». Pour lui, le déploiement depuis un an par la communauté internationale d'une armada de navires militaires et d'avions pour patrouiller la zone d'action des pirates dans l'océan Indien « a considérablement réduit le nombre des attaques réussies par ceux-ci, en particulier dans le golfe d'Aden », mais le nombre des tentatives n'a pas diminué, « la menace demeure », « les méthodes employées par les pirates sont de plus en plus perfectionnées » et « leur rayon d'action augmente ». En conséquence, la lutte en mer « doit s'inscrire dans un plan d'ensemble qui comprendrait la mise sur pied d'une capacité régionale » ainsi que « le traitement de ses causes profondes »[72].
  - Des pirates somaliens ont capturé un vraquier grec, le « Red Sea Spirit », battant pavillon de Panama, au large du Yémen.

- Jeudi 26 novembre 2009 : le cargo grec « MV Ariana » et son équipage ukrainien, détenus dans le village côtier d'Harardhere, sont libérés contre rançon plus de six mois après leur capture dans l'océan Indien.

- Dimanche 29 novembre 2009 : une dizaine de pirates somaliens ont capturé le pétrolier grec « Maran Centaurus » et ses 28 membres d'équipage — neuf Grecs, deux Ukrainiens, un Roumain et seize Philippins — au large des Seychelles. Le navire transporte du pétrole brut vers l'Amérique du Sud et circulait à plus de 1 500 kilomètres des côtes somaliennes. Une frégate de la marine grecque appartenant à la force navale européenne dans la région suit le pétrolier détourné.

### Décembre 2009(pirates)
- Jeudi 3 décembre 2009 : les pirates somaliens libèrent le cargo « MV Charelle », battant pavillon d'Antigua-et-Barbuda, contre rançon. Il avait été capturé, avec 10 hommes d'équipage, il y a 6 mois, le 12 juin 2009, au sud d'Oman.

- Jeudi 10 décembre 2009 : les pirates somaliens libèrent le cargo grec « MV Ariana » contre une rançon de 2,5 millions $US. Il avait été capturé, le 2 mai dernier avec 24 hommes d'équipage ukrainiens, dans l'océan Indien, à 250 milles au sud-ouest des Seychelles, chargé de 10 000 tonnes de soja en route vers le Moyen-Orient, et détenu dans la localité côtière d'Harardhere.

- Jeudi 17 décembre 2009 : les pirates somaliens libèrent le cargo grec « MV Delvina » contre rançon. Il avait été capturé, avec 21 hommes d'équipage (14 Philippins et 7 Ukrainiens), il y a 43 jours, le 5 novembre 2009, dans l'océan Indien.

- Vendredi 19 décembre 2009 :
  - Des pirates somaliens capturent dans le golfe d'Aden, un cargo yéménite avec ses 15 membres d'équipage.
  - Les garde-côtes du Somaliland — région semi-autonome du nord de la Somalie — ont arrêté 11 pirates « au cours d'une opération de sécurité » alors qu'ils s'apprêtaient « à prendre la mer avec leur équipement sur un petit bateau ». Ces pirates seraient « originaires du Puntland », « une autre région semi-autonome de Somalie, nettement plus instable que le Somaliland, qui bénéficie pour sa part d'une relative tranquillité depuis sa déclaration d'indépendance proclamée en 1991 »[73].

- Dimanche 27 décembre 2009 : les pirates somaliens libèrent le cargo chinois capturé le 18 octobre contre une rançon de 3,5 millions $US. Il avait été capturé, avec 25 membres d'équipage, tous chinois, au nord-est des Seychelles.

- Lundi 28 décembre 2009 :
  - Les pirates somaliens libèrent le porte-conteneurs « Kota Wajar » contre une rançon. Il avait été capturé le 15 octobre, avec 21 hommes d'équipage, à 540 km au nord-est des Seychelles.
  - Des pirates somaliens capturent dans le golfe d'Aden un cargo-chimiquier britannique, le « St James Park », avec ses 26 membres d'équipage (Russes, 5 Bulgares, Philippins, Polonais, Géorgiens et Turcs), alors qu'il faisait route vers la Thaïlande.

- Mardi 29 décembre 2009 : des pirates somaliens capturent au large des Seychelles, un cargo-chimiquier grec de 52 000 tonnes battant pavillon de Panama, le « Navios Apollon », avec ses 18 membres d'équipage philippins et son capitaine grec, alors qu'il faisait route vers l'Inde.